# Malmö
Malmö (anhörenⓘ ['malmø:]; dänisch Malmø) ist eine Großstadt in der historischen schwedischen Provinz Schonen (Skåne) und Hauptstadt der heutigen Provinz Skåne län sowie Hauptort der Gemeinde Malmö und hat etwa 300.000 Einwohner.
Malmö ist nach Stockholm und Göteborg die drittgrößte Stadt Schwedens.

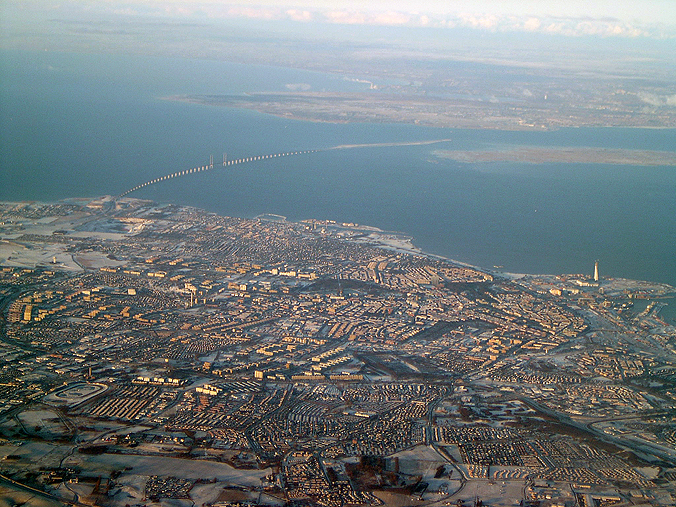
Blick auf Malmö und den Öresund mit der Öresundbrücke

## Geographie

### Lage

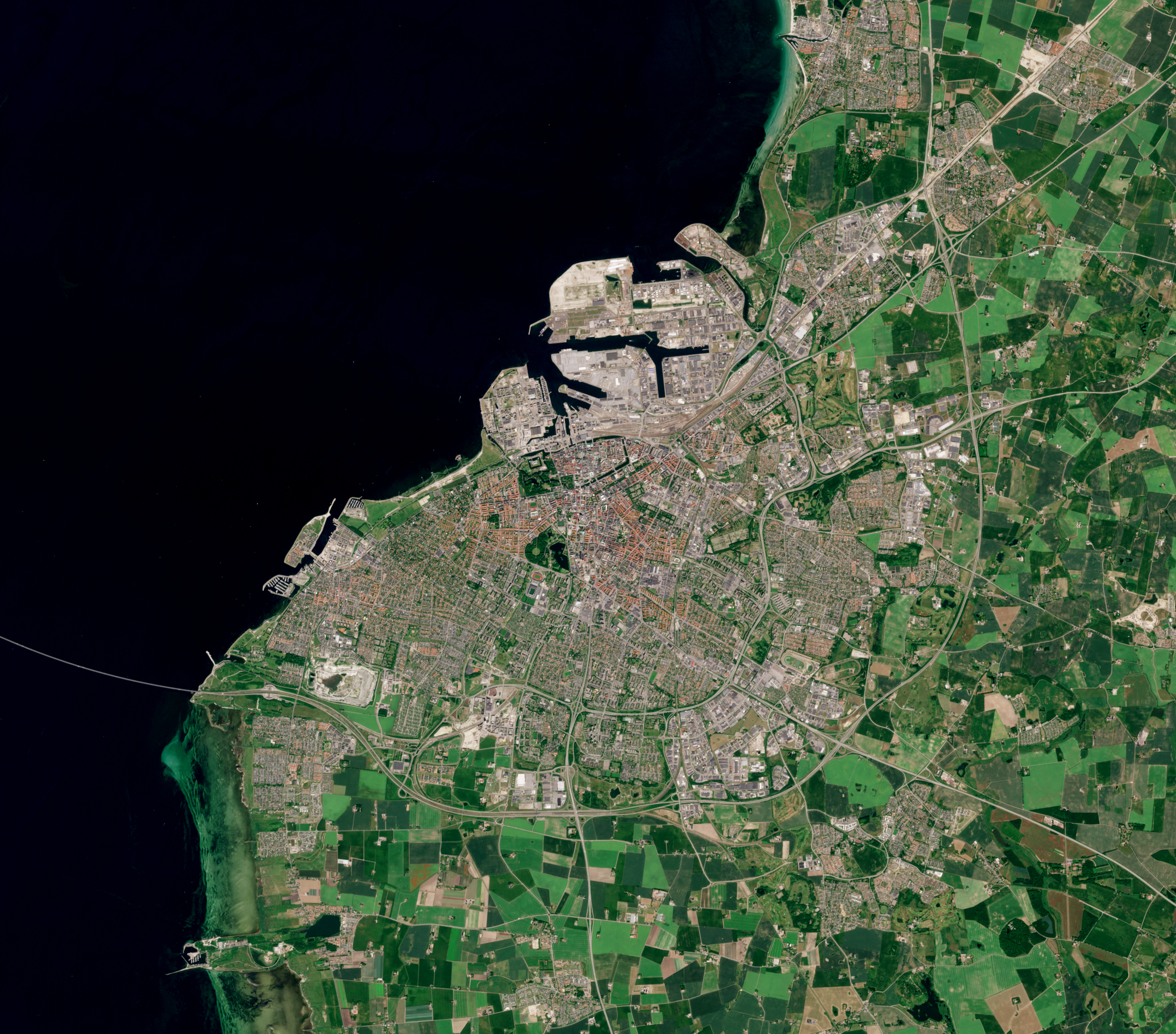
Satellitenbild

Malmö liegt im äußersten Süden des Landes. Die Entfernung nach Mailand (Luftlinie ca. 1160 km) ist geringer als die nach Kiruna (ca. 1414 km). Nach Kopenhagen, das etwa 28 km (Luftlinie) entfernt ist, sind Rostock (ca. 177 km), Kiel (ca. 232 km), Göteborg (ca. 241 km), Lübeck (ca. 244 km), Hamburg (ca. 300 km), Berlin (ca. 345 km), Oslo (ca. 498 km) und Stockholm (ca. 514 km) die nächstgelegenen Großstädte.
Die Hafenstadt liegt an der östlichen Küste des Öresunds, am südöstlichen Ufer der Bucht von Lomma. Im Norden der Stadt mündet der Fluss Sege å in den Öresund.
Malmö ist Hauptort der Gemeinde Malmö. Zum Tätort Malmö gehören auch das unmittelbar nördlich anschließende Arlöv, Hauptort der Gemeinde Burlöv (546 Hektar der Fläche des Tätortes Malmö mit 10.666 Einwohnern, 2015), sowie ein kleiner Teil der noch weiter nördlich von Burlöv liegenden Gemeinde Lomma (2 Hektar ohne Einwohner).
Seit der Einweihung der Öresundbrücke im Jahr 2000 bildet die Metropolregion Malmö zusammen mit dem am Öresund gegenüber liegenden Kopenhagen eines der Zentren der Öresundregion.
Malmö liegt am Ostseeküsten-Radweg EuroVelo 10. Die Stadt hat einen eigenen Strand.

### Stadtbezirke der Gemeinde Malmö
Die administrative Gliederung der Gemeinde Malmö wurde am 1. Juli 2013 reformiert. Die seit 1996 zehn Stadtteile sind nun zu fünf Stadtbezirken zusammengelegt. Die Stadtbezirke wiederum sind in zusammen 134 Teilgebiete aufgeteilt.
|  | - Norr (dt.: Nord) - Öster (dt.: Ost) - Söder (dt.: Süd) - Väster (dt.: West) - Innerstaden (dt.: Innenstadt) |

### Klima
|                       | Jan  | Feb  | Mär  | Apr  | Mai  | Jun  | Jul  | Aug  | Sep  | Okt  | Nov  | Dez  |   |       |
| Mittl. Tagesmax. (°C) | 3,2  | 3,5  | 6,6  | 12,3 | 17,1 | 20,2 | 22,7 | 22,3 | 18,0 | 12,5 | 7,6  | 4,5  | ⌀ | 12,6  |
| Mittl. Tagesmin. (°C) | −1,0 | −0,9 | 0,3  | 3,5  | 7,6  | 11,3 | 13,7 | 13,7 | 10,6 | 6,7  | 3,4  | 0,5  | ⌀ | 5,8   |
|                       |      |      |      |      |      |      |      |      |      |      |      |      |   |       |
| Niederschlag (mm)     | 55,6 | 42,4 | 40,9 | 33,6 | 41,1 | 64,0 | 62,0 | 72,8 | 55,9 | 64,5 | 59,5 | 65,8 | Σ | 658,1 |
|                       |      |      |      |      |      |      |      |      |      |      |      |      |   |       |
| Regentage (d)         | 18,0 | 15,7 | 14,4 | 10,8 | 11,8 | 13,1 | 12,9 | 15,6 | 14,1 | 16,7 | 17,8 | 19,5 | Σ | 180,4 |

| −1,0 |

| −0,9 |

| 0,3 |

| 3,5 |

| 7,6 |

| 11,3 |

| 13,7 |

| 13,7 |

| 10,6 |

| 6,7 |

| 3,4 |

| 0,5 |

| −1,0 |

| −0,9 |

| 0,3 |

| 3,5 |

| 7,6 |

| 11,3 |

| 13,7 |

| 13,7 |

| 10,6 |

| 6,7 |

| 3,4 |

| 0,5 |

Das Klima von Malmö ist kühlgemäßigt mit mäßig warmen Sommern und durch die Lage am Öresund vergleichsweise milden Wintern. Im Juli und August betragen die Tagestemperaturen durchschnittlich 22,7 bzw. 22,3 Grad Celsius, nachts 13,7 Grad. Die Durchschnittstemperaturen im Winter liegen knapp über dem Gefrierpunkt, die Niederschläge fallen meist als Regen, wobei es auch zu starken Wintereinbrüchen kommen kann, welche jedoch selten lange anhalten. Die Niederschläge sind relativ gleichmäßig über das Jahr verteilt, wobei es in den Frühlingsmonaten etwas trockener ist (durchschnittlich 33,6 mm im April) und im August der meiste Niederschlag (über 70 mm) zu erwarten ist.

## Bevölkerung
Die Bevölkerungszahl belief sich 2013 auf ca. 313.000 Einwohner, von diesen sind 215.674 (69 %) in Schweden geboren, 42 % (einschließlich 11 %, deren beide Elternteile aus dem Ausland stammen) haben einen Migrationshintergrund. Die Zahl der Menschen mit Migrationshintergrund in der Stadt steigt jährlich um etwa 3.500 oder einen Prozentpunkt der Stadtbevölkerung. Im Stadtteil Rosengård haben 85 % der Bewohner einen Migrationshintergrund.

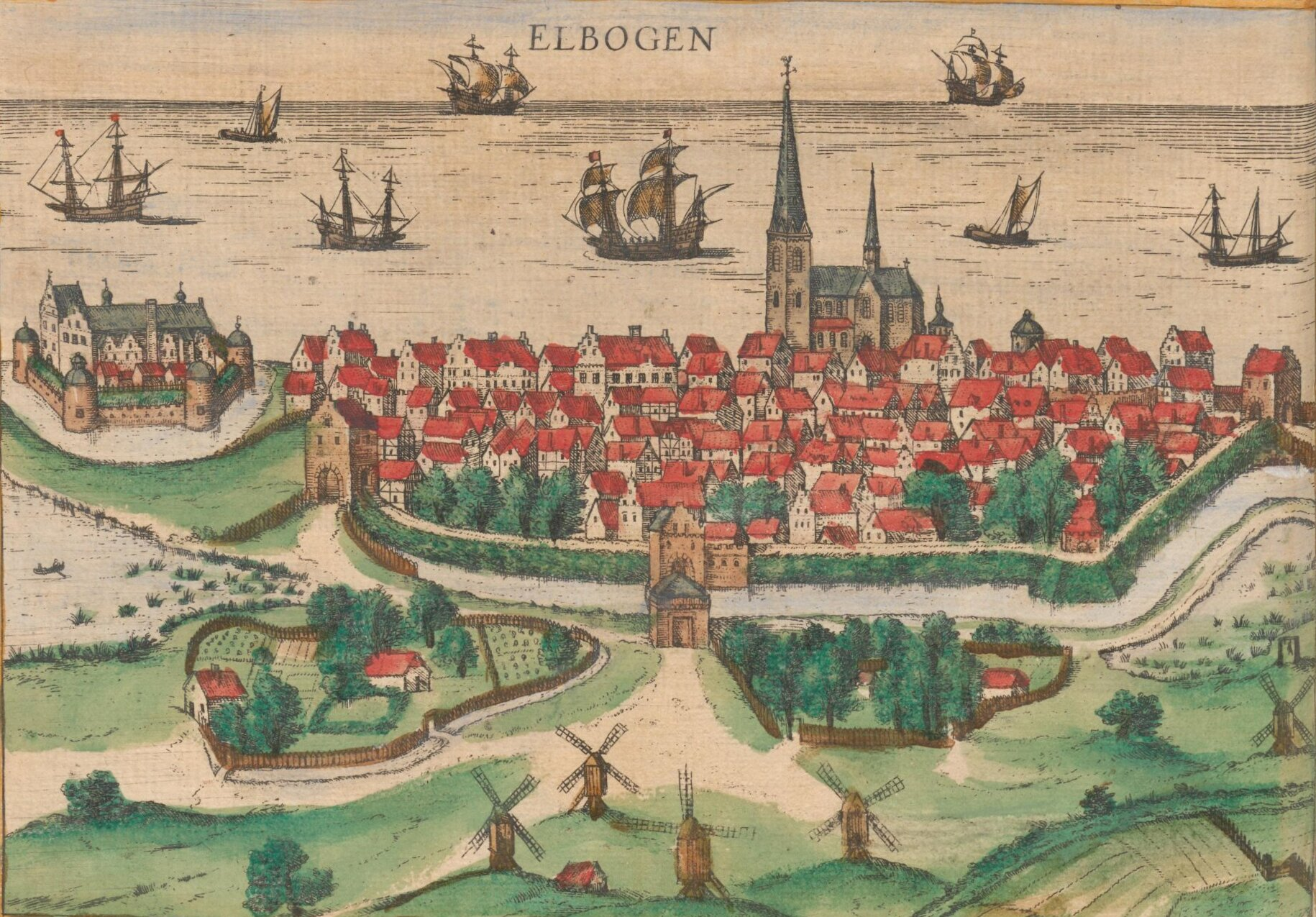
Abbildung Malmös bei Braun und Hogenberg (Köln 1594)

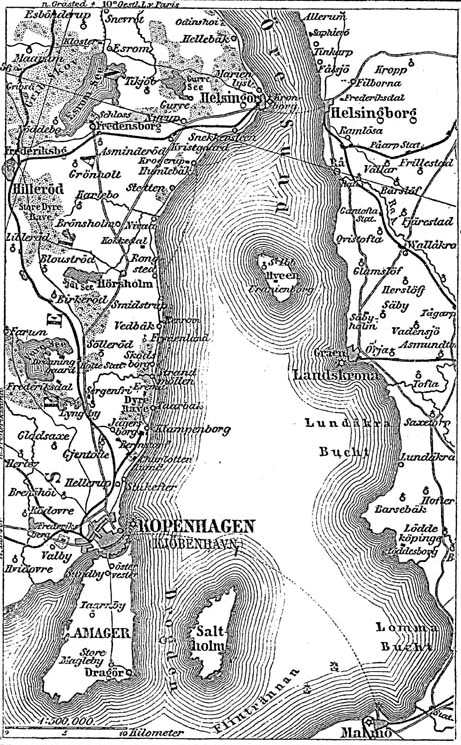
Karte der Region um 1888

## Geschichte

### Ortsname

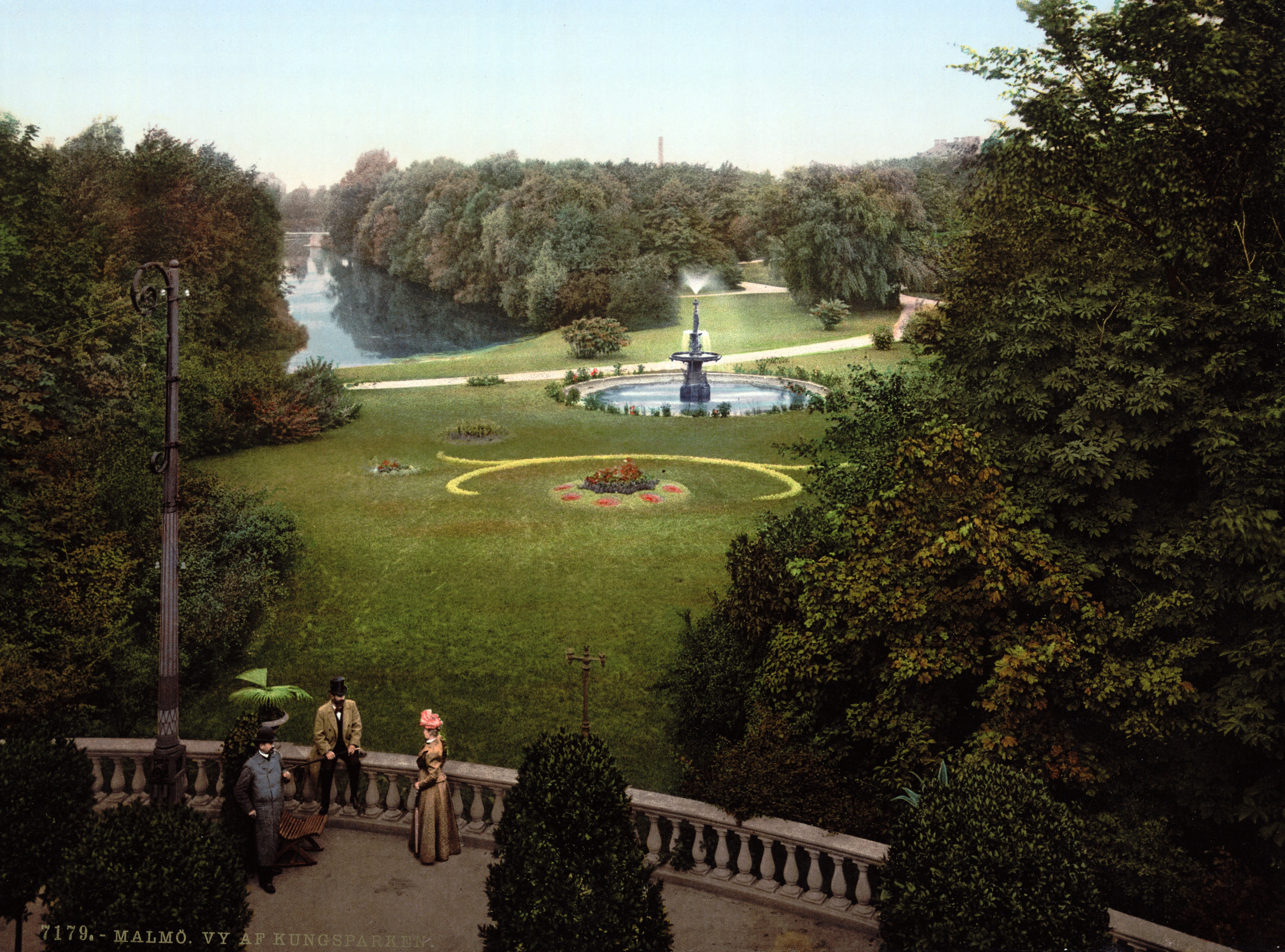
Königspark (Kungsparken) um 1895

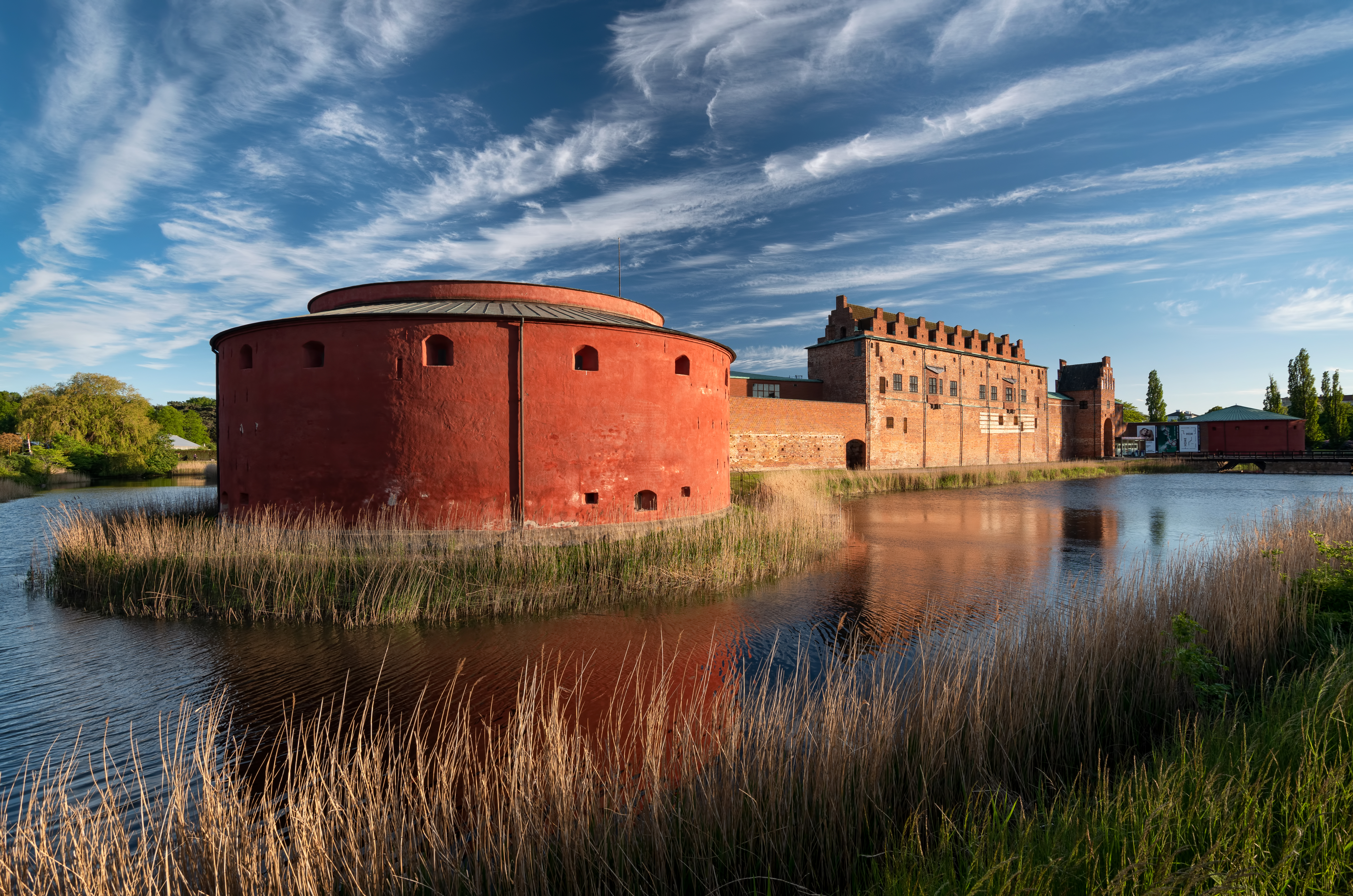
Malmöhus slott

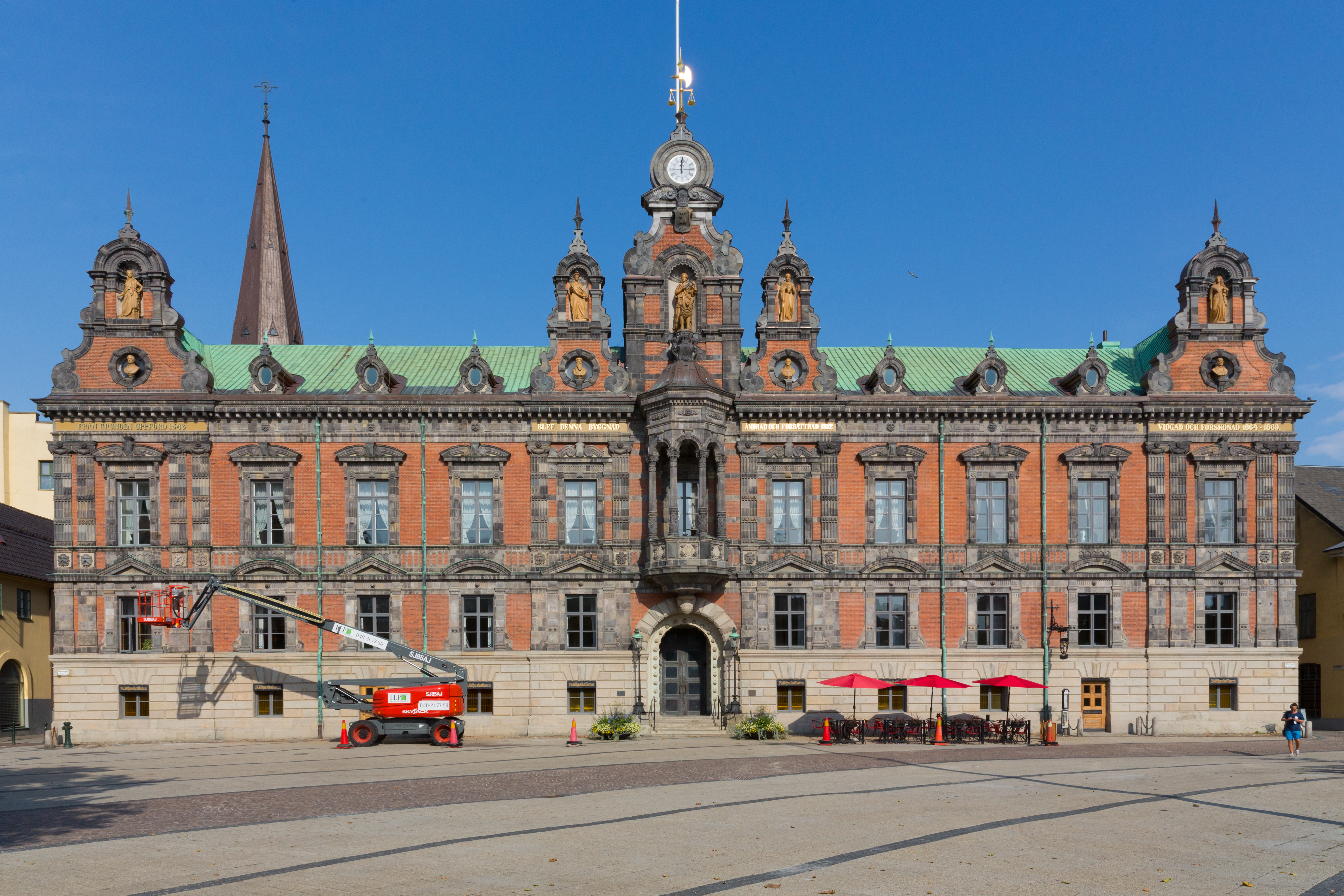
Rathaus Malmö

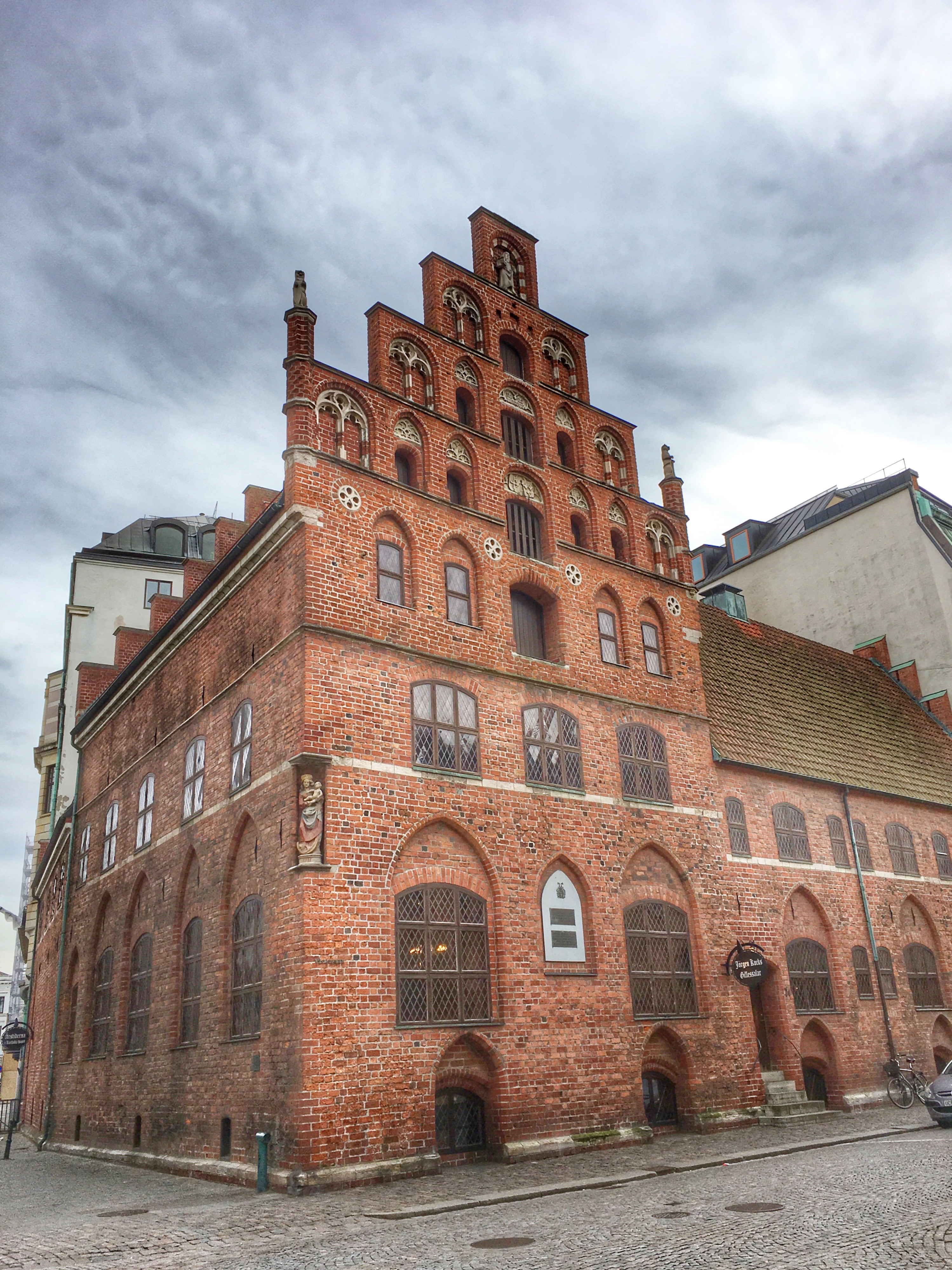
Kockska huset

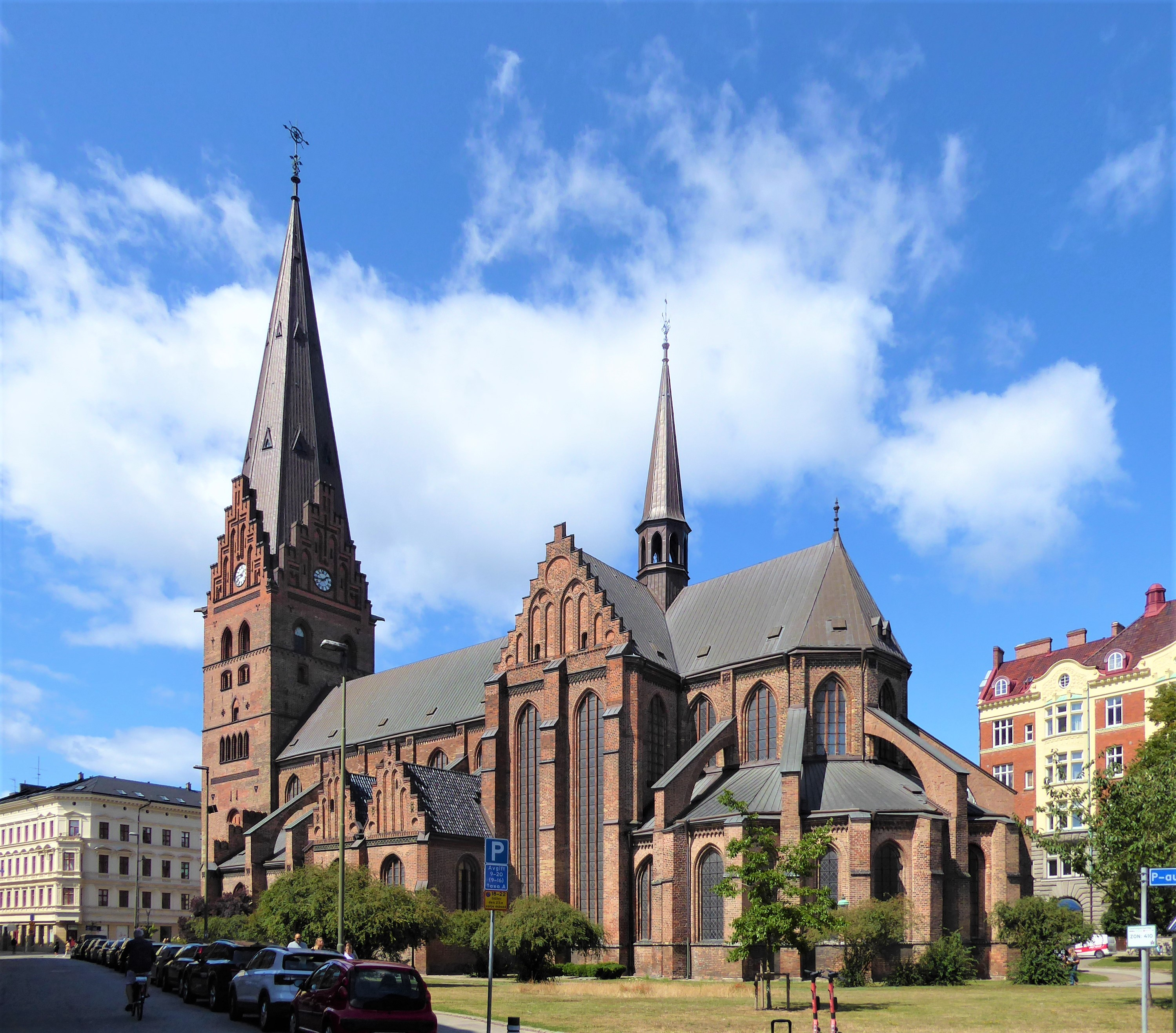
St. Petri Kyrka

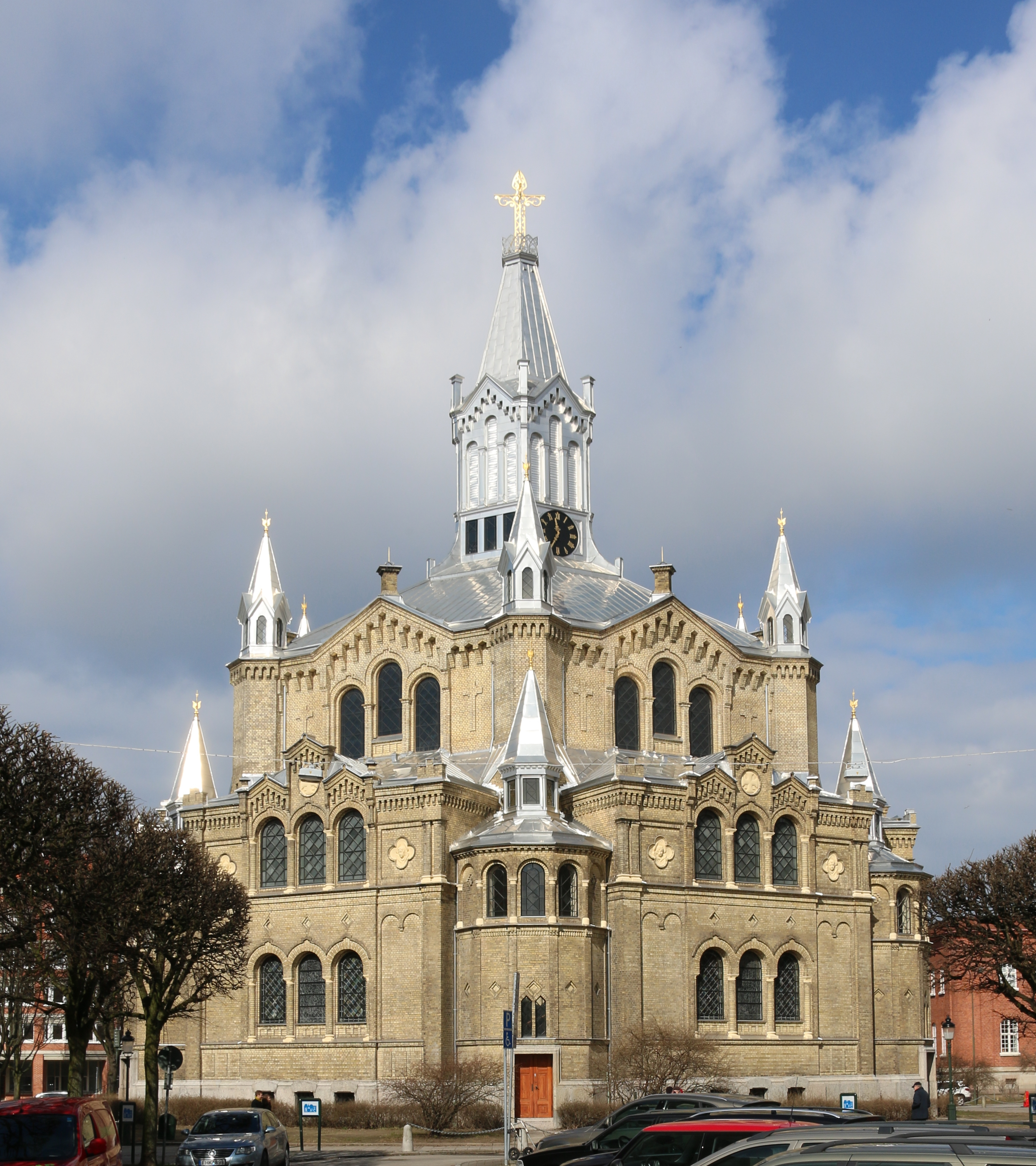
St. Pauli Kyrka

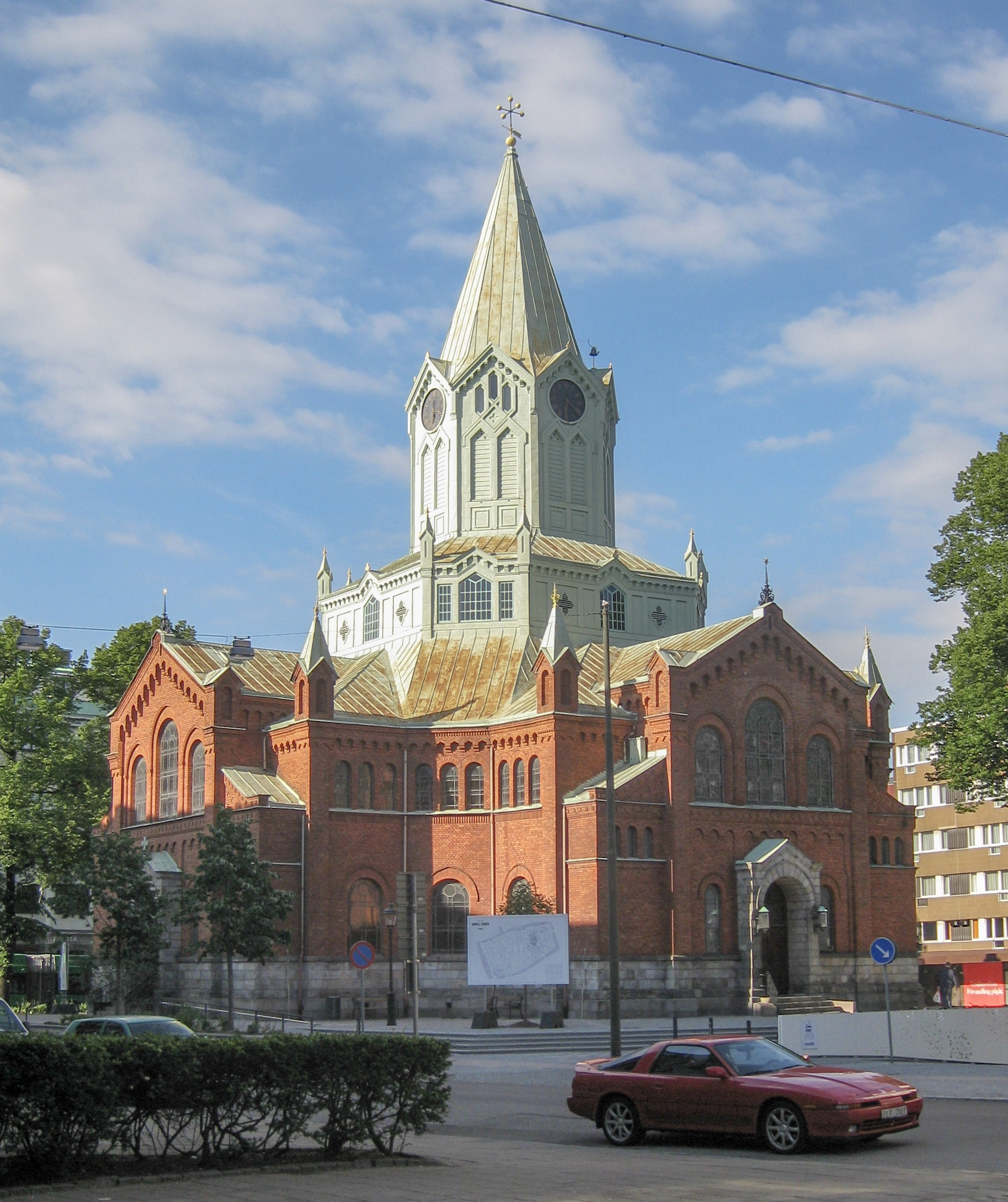
Carolikirche

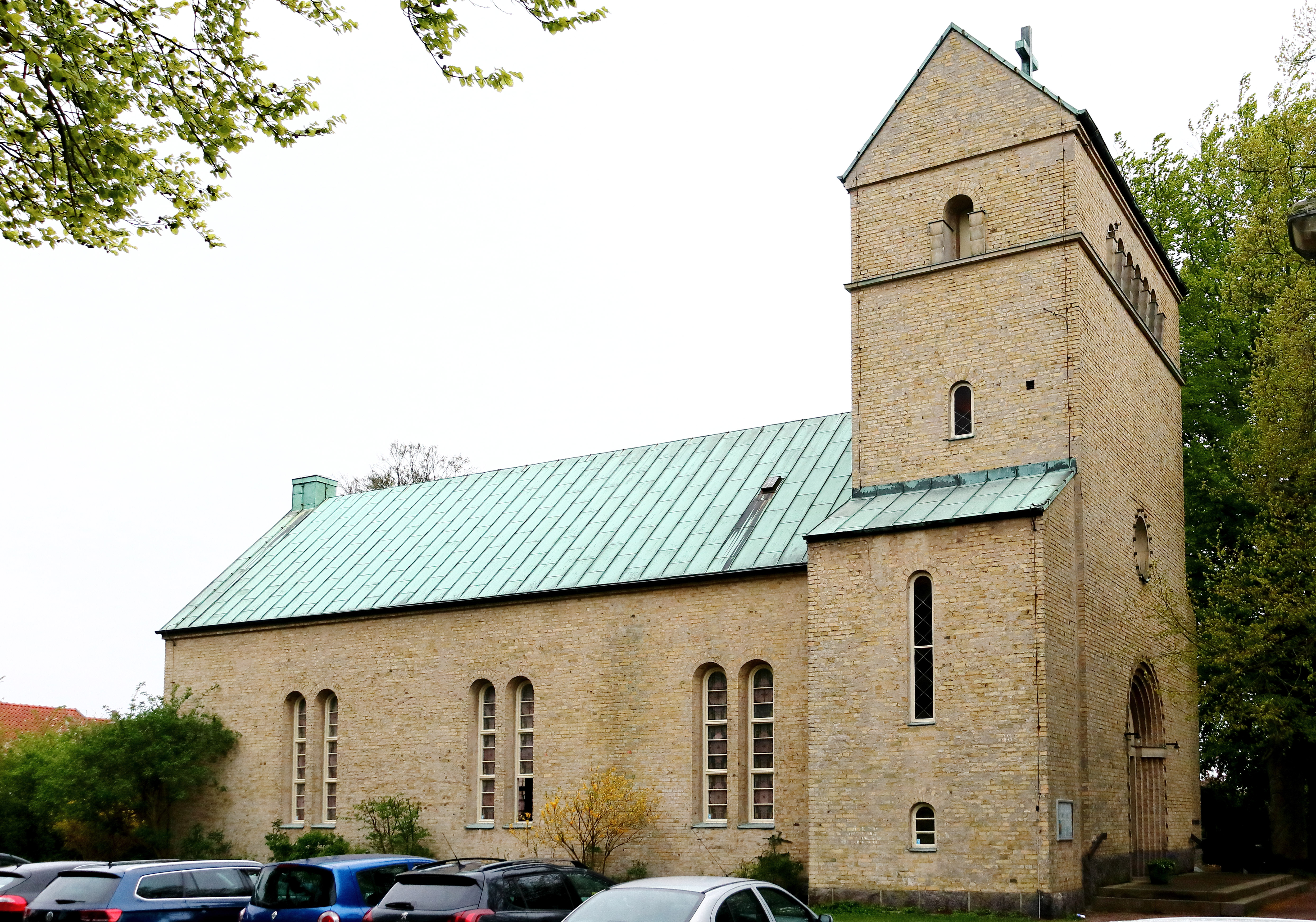
Deutsche Kirche

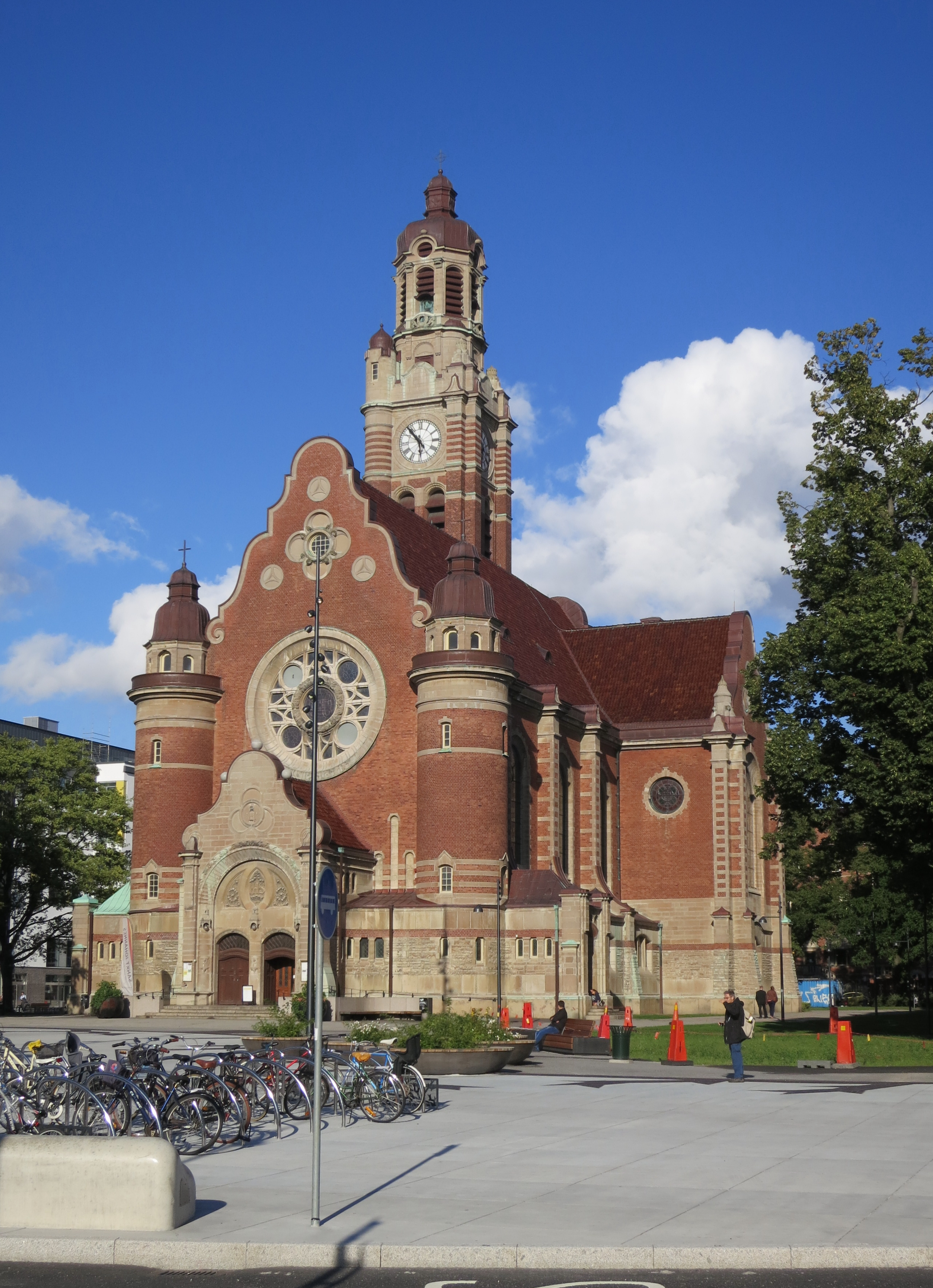
Sankt Johannes kyrka

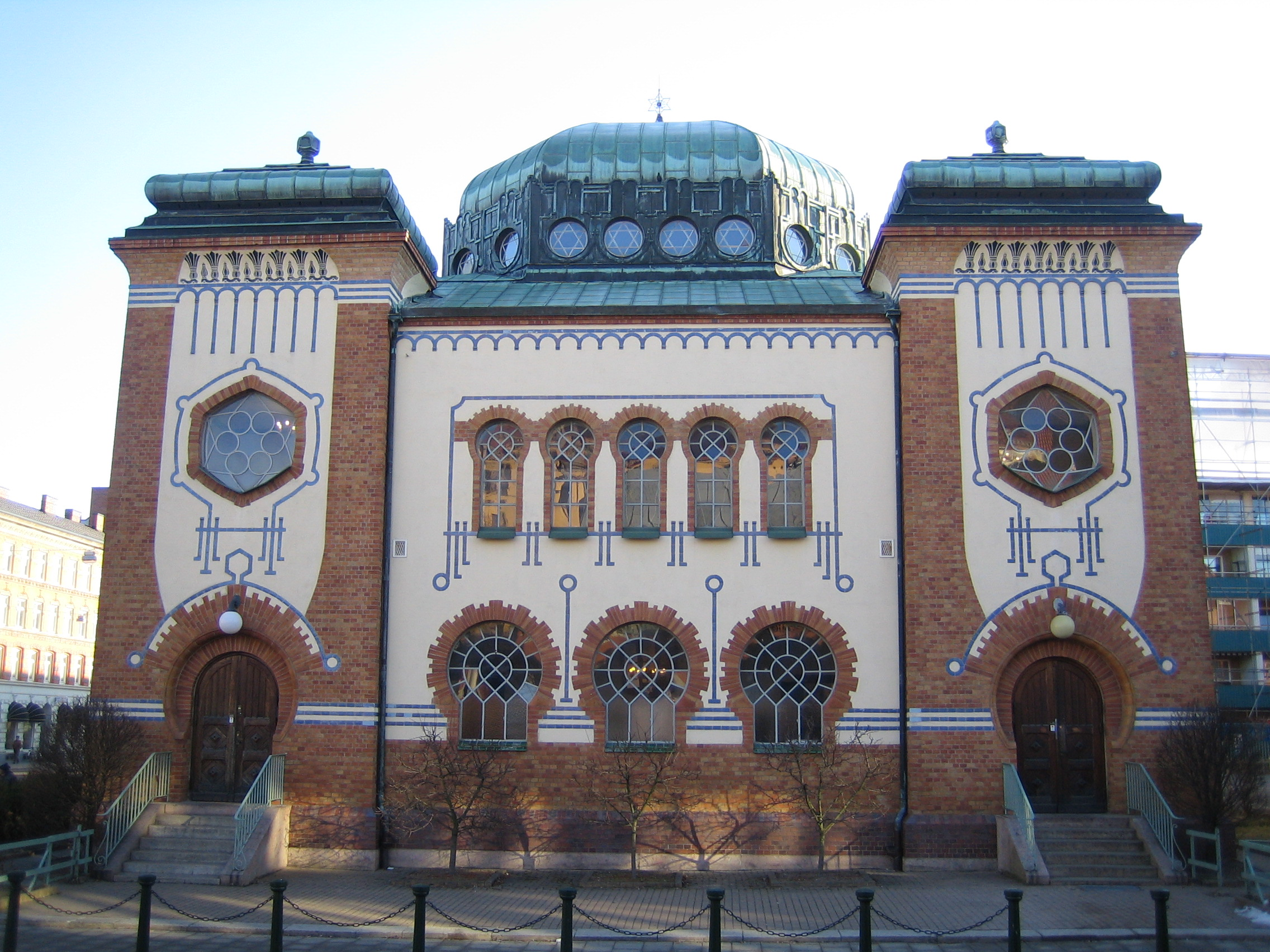
Synagoge Malmö

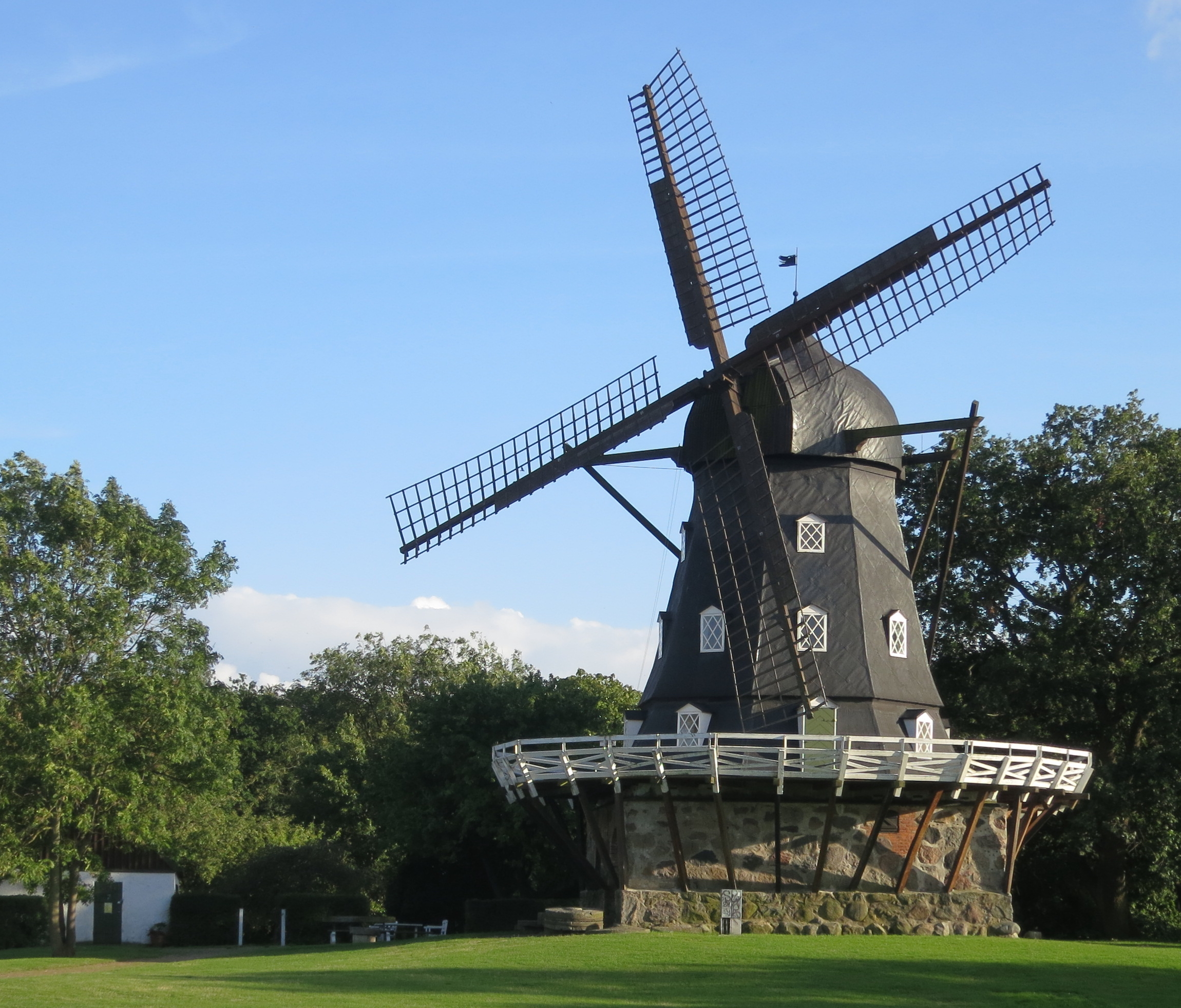
Schlossmühle

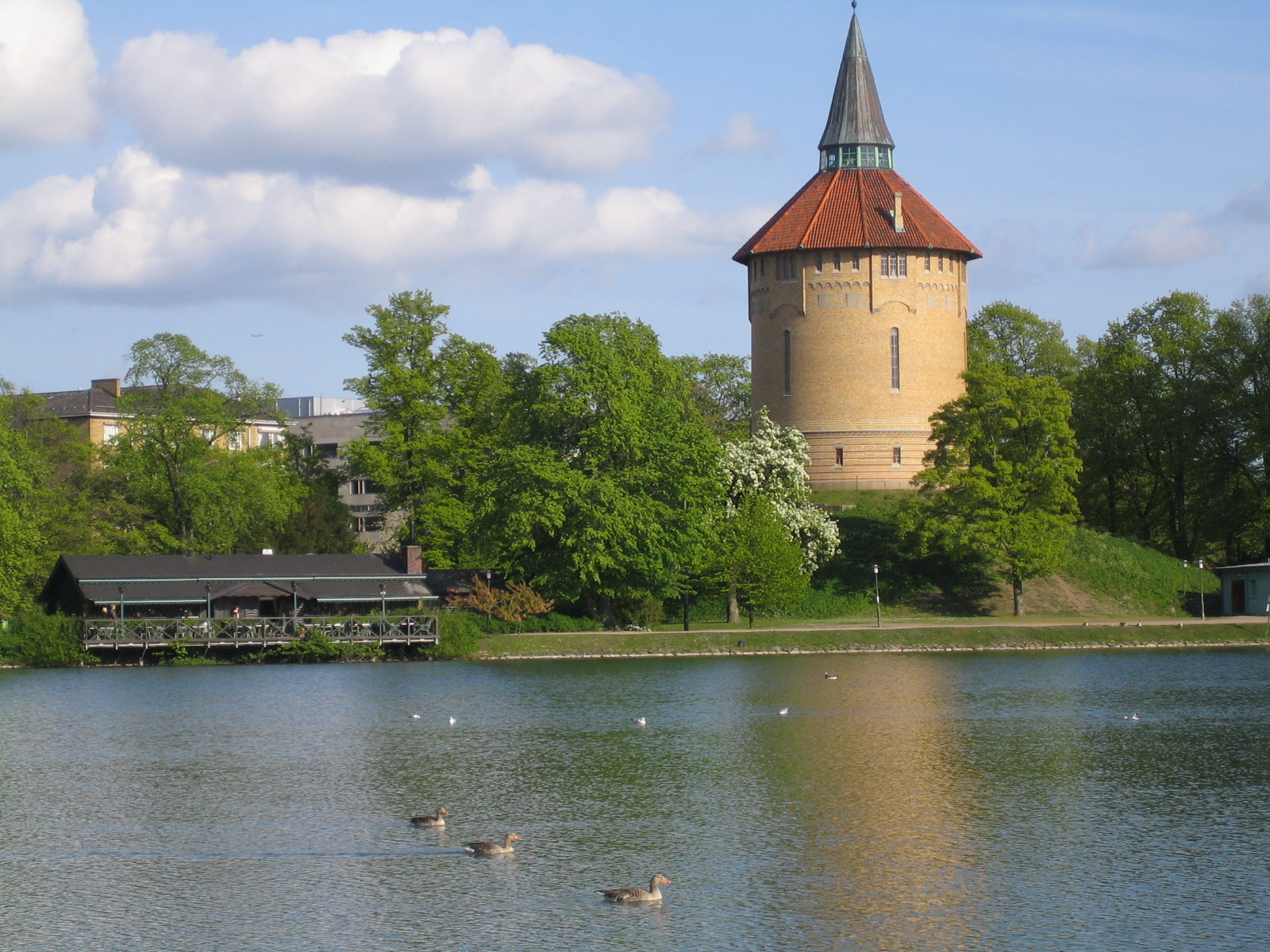
Pildammsparken

Der Name der Stadt stammt wahrscheinlich vom altdänischen Malmhaugar. Sie wurde seit 1116 als Landungsstelle unter dem Namen Malmhaug, später als Malmoge, Malmöyghe oder Malmey (lateinisch Malmogia) erwähnt. Die um 1367 verwendete altschwedische Bezeichnung Malmöughe ist abzuleiten aus den Wurzeln Malm und högar, dem indefiniten (unbestimmten) Plural von „Haufen“, und bedeutet also „Sandhaufen“.
Während der Hansezeit war die Stadt im deutschen Sprachraum vor allem unter dem niederdeutschen Namen Elbogen bekannt. Diese Bezeichnung findet sich auch auf einem Kupferstich der vier schonischen Städte „Helsheborch“, „Lunden“, „Elbogen“ und „Landeskron“ in einer Beschreibung der Städte des Weltkreises von Georg Braun und Frans Hogenberg (Civitates Orbis Terrarum, Köln 1588). In dem lateinischen Werk wird Malmö auch als Ancona Scanorum („schonisches Ancona“) bezeichnet. Die italienische Hafenstadt Ancona war eine ursprünglich griechische Gründung, und der griechische Name Ἀγκών (Ankṓn „Ellenbogen“) bezog sich – ebenso wie die niederdeutsche Benennung Malmös – auf die ellenbogenartige Form des Vorgebirges, welches den Hafen schützte.
Tatsächlich ähnelt der Verlauf der Küstenlinie auch im Falle Malmös bis heute der Form eines Ellenbogens, wobei sich dessen Spitze südlich bei der 1915 eingemeindeten Stadt Limhamn befindet. Diese Ellenbogenspitze bildet zusammen mit der gegenüberliegenden Insel Amager die engste Stelle am Südende des Öresunds. Deshalb befindet sich auch der Brückenkopf der Öresundbrücke, die nun Dänemark mit Schweden verbindet, an dieser Spitze.

### Stadtgeschichte
Die Landungsstelle diente zunächst vor allem dem dänischen König, um in das bedeutendere Lund zu gelangen. Sie hob sich bald durch Heringsfischerei und Handel, den deutsche Kaufleute entlang der schonischen Küste betrieben, hervor und profitierte dabei ebenso von ihrer strategischen Lage. Da der dänische König die Kontrolle über die Häfen im Norden und Süden hatte, konnte er den südlichen Öresund abriegeln lassen.
1319 wurde der Grundstein für die St. Petri och Pauli Kyrka gelegt und etwa zur gleichen Zeit entstand auch das erste Rathaus. Die ältesten Stadtprivilegien stammen vom 20. Dezember 1353 und wurden später mehrmals bestätigt und erweitert. Malmö übernahm nun mehr und mehr die Rolle Lunds als wichtigste Stadt in Schonen. Die ältesten, heute noch vorhandenen Gebäude der Stadt stammen aus dieser Zeit, so z. B. auch die Festung Malmöhus, die im 15. Jahrhundert von Erich von Pommern gegründet wurde. Seit seiner Zeit trägt Malmö außerdem den pommerschen Greif im Wappen.
Zwischen 1318 und 1658 wurde die dänische Stadt mehrmals von Schweden besetzt und einmal für kurze Zeit einverleibt. Malmö gilt als Geburtsort der dänischen Reformation, so wurde die erste lutherische Predigt Dänemarks in Malmö gehalten und die erste Bibel in dänischer Sprache gedruckt.
Im 16. und 17. Jahrhundert wurde Malmö abwechselnd von Schweden und Dänemark belagert. Am 23. April 1512 wurde hier der Friede von Malmö zwischen Dänemark und der Hanse und ein Waffenstillstand Dänemarks mit Gustav Wasa von Schweden geschlossen. Zu Hansezeiten stand die Stadt unter deutschem Einfluss. Durch den Frieden von Roskilde unter Karl X. Gustav wurde Malmö 1658 schwedisch. 1775 erhielt die Stadt einen künstlich geschaffenen Hafen.
Am 26. August 1848 wurde in Malmö ein Waffenstillstand zwischen Dänemark und Preußen auf sieben Monate geschlossen. Malmö profitierte stark von der industriellen Revolution.
Am 18. September 1872 starb König Karl XV in Malmö.
1900 bis 1914 verkehrte im Ort die Pferdebahn Limhamn.
Mit Fertigstellung der Öresundbrücke im Jahr 2000 ergaben sich neue Impulse für die wirtschaftliche Lage der Stadt als Verkehrsknotenpunkt zwischen Skandinavien und dem übrigen Europa.

### Einwohnerentwicklung
Im Jahr 1886 hatte Malmö 45.143 Einwohner.
Neuen Zahlen der Steuerbehörden zufolge ist im April 2011 die Bevölkerung erstmals über 300.000 auf 300.031 angewachsen.

## Kultur

### Sehenswürdigkeiten
- In der Altstadt Malmös sind viele Fachwerkhäuser erhalten, zum Beispiel der Hedmanska gården am  Lilla Torg (kleiner Markt) von 1591.
- Rathaus: Am Stortorget in der Altstadt befinden sich das 1546 unter dem Bürgermeister Jörgen Kock errichtete und in der Folge mehrfach umgestaltete Rathaus sowie die Reiterstatue König Karl X. Gustav.
- Kockska huset Das in der Altstadt gelegene Haus des Bürgermeisters Jörgen Kock wurde von 1522 bis 1524 im Stil der Backsteingotik erbaut.
- St. Petri Kyrka: Die gotische Kirche befindet sich in der Nähe des Rathauses. Sie ist das älteste Bauwerk in Malmö. Die Grundsteinlegung erfolgte im Jahr 1319.
- Die Carolikirche in der Altstadt wurde von 1879 bis 1880 nach Entwurf von Emil Victor Langlet erbaut und 2010 entwidmet. Ihr Vorgängerbau war 1693 für die damalige deutsche Gemeinde geweiht worden. Die Kirche der heutigen deutschen Gemeinde Tyska kyrkan wurde 1931 im Stadtteil Fridhem errichtet.
- Die Sankt-Pauli-Kirche in der Kungsgatan wurde von 1879 bis 1882 nach Entwurf von Emil Victor Langlet errichtet
- Die Sankt Johannes kyrka im südlich der Altstadt gelegenen Stadtteil Möllevången wurde von 1903 bis 1907 von Axel Anderberg im Jugendstil errichtet.
- Seit 1903 besteht die Synagoge Malmö.
- Das Malmöhus ist einziger Überrest der ehemaligen Befestigung und  war als dänisches Kastell im 15. und 16. Jahrhundert von strategischer Bedeutung. Danach wurde es eine schwedische Festung gegen Dänemark. Zwischen 1828 und 1914 als Zuchthaus benutzt, befindet sich dort heute das Stadtmuseum mit einer Ausstellung zur Stadtgeschichte von der frühen Steinzeit bis heute, einer botanischen Fachausstellung mit Aquarium und Terrarium (u. a. Fledermäuse) sowie wechselnden Kunstausstellungen. Das Malmöhus ist von einer sehenswerten Parkanlage umgeben, in der mit der Schlossmühle eine Holländerwindmühle aus dem Jahre 1851 steht.
- Seefahrt- und Technikmuseum: Das Seefahrt- und Technikmuseum mit einem begehbaren U-Boot aus dem Zweiten Weltkrieg befindet sich westlich des Malmöhus.
- In Malmö wurde 2001 die ökologische Bauausstellung Bo01 auf dem Gebiet des Westhafens, einem ehemaligen Industriegebiet (u. a. Kockums-Werft) durchgeführt. Dort begann, orientiert an Nachhaltigkeitskriterien, der Neubau des Stadtviertels Västra Hamnen.
- Im August 2005 wurde mit dem Turning Torso das mit 190 Metern Höhe höchste Gebäude in Nordeuropa eingeweiht. Seine Besonderheit ist die zur Spitze hin um 90 Grad gewendelte Fassade. Mit dem Ankar Park (auch Kanalpark), dem Dania Park und der Sundspromenade wurden neue Freiräume geschaffen.
- In Malmö-Fosie befindet sich der Skäfehögen, ein bronzezeitlicher Grabhügel.
- In der Umgebung Malmös befinden sich viele Schlösser, unter anderem Svaneholm und Torup.

### Regelmäßige Veranstaltungen
- Malmöfestival: Seit 1984 findet jedes Jahr im August das Malmöfestival statt. Das Hauptaugenmerk der Aktivitäten liegt auf internationaler Küche und musikalischen Darbietungen, die auf verschiedenen Freilichtbühnen stattfinden.
- BUFF-Filmfestival: Ein jährlich im März stattfindendes internationales Kinder- und Jugendfilmfestival.[13]
- Nordisk Panorama Film Festival: Ein jährlich im September stattfindendes Filmfestival für Kurz- und Dokumentarfilm aus den nordischen Ländern.
- Malmö Arab Film Festival (MAFF): Das größte arabische Filmfestival Europas findet jeden Herbst in Malmö statt.

### Kulturelle Einrichtungen
- Malmö Opera och Musikteater: Das Malmö Opera och Musikteater, das Musiktheater der Stadt, ist Skandinaviens größtes Opernhaus. Es wurde vom Architekten Sigurd Lewerentz entworfen und 1944 eingeweiht. Im Gebäude, das kurzzeitig auch durch Ingmar Bergman geleitet wurde, fand 1995 die Uraufführung des Musicals Kristina från Duvemåla statt.
- Das Konzerthaus Malmö Live Konserthus ist u. a. die Heimstätte des Malmö Sinfonieorchesters.
- Kunsthalle Malmö: Malmö Konsthall, für moderne und zeitgenössische Kunst, zieht jährlich 200 000 Besucher an.
- Moderna Museet Malmö: Ein Museum für moderne und zeitgenössische Kunst, das zum staatlichen schwedischen Moderna Museet gehört.
- Casino: Das Restaurant Kungsparken wurde 2001 zum Casino umgebaut. Malmö erhielt dadurch eines der vier staatlich geleiteten Casinos in Schweden.
- Vergnügungszentrum Slagthuset: Im Vergnügungszentrum Slagthuset befindet sich Malmös größter Nachtclub sowie ein Hotel, mehrere Büro-, Messe- und Konferenzräume und Theaterbühnen.
- Vergnügungspark Folkets Park: Im Park befinden sich unter anderem Tanzlokale, Restaurants, Minigolfanlagen und ein Reptilienzentrum.
- Ribersborgs kallbadhus ist das bekannteste Seebadehaus Schwedens. Es wurde 1867 errichtet.
- Hylliebadet ist das größte öffentliche Hallenbad Malmös. Es wurde am 15. August 2015 geöffnet.
- Malmö Arena: Die Multifunktionsarena Malmö Arena im Stadtteil Hyllievång wird für Sportveranstaltungen und Konzerte eingesetzt. Des Weiteren war sie Austragungsort des Eurovision Song Contest 2013 und ebenfalls 2024.

### Sport

#### Sportstätten
- Malmö Arena
- Swedbank Stadion
- Malmö Stadion
- Simhallsbadet ist das größte Hallenbad Malmös für Schwimmvereinen und -Schulen.

#### Sportvereine
- Fußballverein Malmö FF: Der bekannteste Sportverein der Stadt ist der Fußballverein Malmö FF mit seinen 20 Meistertiteln.[14] Ebenfalls einen hohen Bekanntheitsgrad haben die Malmö Redhawks, der Eishockeyverein hat zwei schwedische Meistertitel vorzuweisen.
- Weitere bekanntere Fußballmannschaften sind Bunkeflo IF, IFK Malmö und FC Rosengård 1917. Das Damenteam FC Rosengård spielt ebenfalls in der höchsten schwedischen Liga, der Damallsvenskan, und hat 7 Meistertitel (5 als Malmö FF Dam, 2 als LdB FC Malmö).
- Im Handball spielt das Herrenteam des HK Malmö in der höchsten Liga und auch die American-Football-Spieler der Limhamn Griffins vertreten die Stadt in der höchsten Liga, der Superserien, die sie bisher dreimal mit dem Meistertitel abschließen konnten.

#### Sportveranstaltungen
Verschiedene große Sportveranstaltungen fanden in Malmö statt, darunter:
- Gruppenspiele der Fußball-Weltmeisterschaft 1958
- Die Europameisterschaft im Tischtennis 1964
- Die Weltmeisterschaft der Handballjunioren 1977
- Die Weltmeisterschaft im Badminton 1977 und 1994
- Gruppenspiele und ein Viertelfinalspiel der Fußball-Europameisterschaft 1992
- Die Europameisterschaft im Badminton 2002
- Die Europameisterschaft im Eiskunstlauf 2003
- Die Europameisterschaft im American Football 2005
- Gruppenspiele und Endspiel der U-21-Fußball-Europameisterschaft 2009
- Die Europameisterschaften im Vielseitigkeitsreiten 2013
- Gruppenspiele der Handball-Europameisterschaft 2020

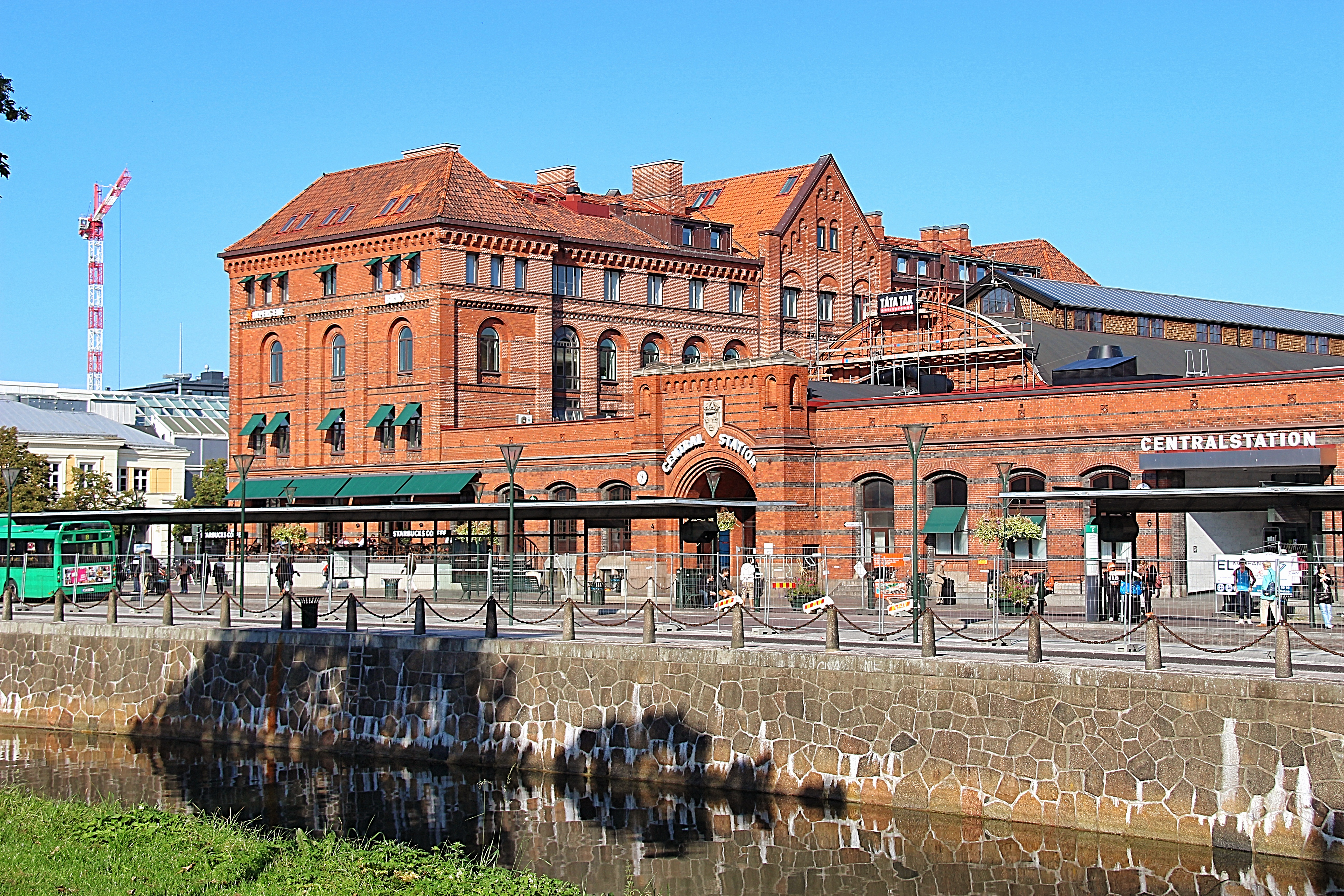
Malmö centralstationen

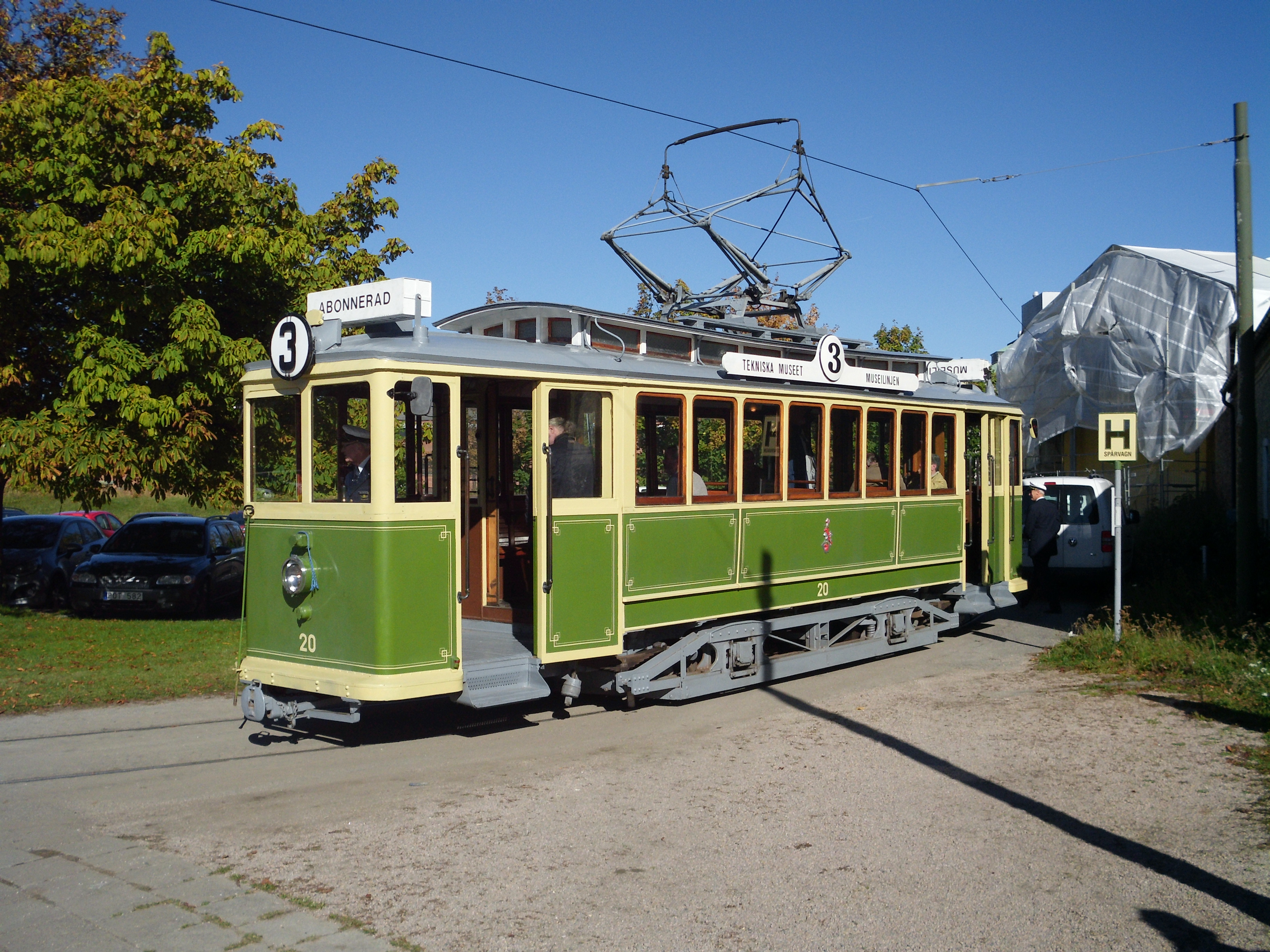
Museumsstraßenbahn am Malmöhus

## Wirtschaft und Infrastruktur

### Industrie
Historisch waren der Schiffbau und seine Zulieferer das wirtschaftliche Standbein Malmös, insbesondere die Werft Kockums. Bis zu seiner Demontage im Jahr 2002 war der Kockumskran, der Kran der Kockums-Werft, ein Wahrzeichen der Stadt. Als Folge der Werftenkrise der 1970er Jahre, die sich bis in die 1990er Jahre hinzog, stieg die Arbeitslosenquote stark an. 1995 hatte Malmö die höchste Arbeitslosenquote in Schweden.
Die wirtschaftliche Wiederbelebung der Stadt erfolgte vor allem durch den Bau der Öresundbrücke (Fertigstellung 2000), die die Möglichkeiten, als Einwohner Malmös in Kopenhagen zu arbeiten, deutlich verbessert hat. Auch die durch die Brücke verbesserte Transportinfrastruktur kam der heimischen Wirtschaft zugute. Dennoch ist die Arbeitslosenquote in Malmö noch immer höher als in Stockholm oder Göteborg. Das Bauunternehmen Skanska ist größter Arbeitgeber in der Stadt. Malmö ist aber auch als Einkaufsstadt bekannt.

### Bildung und Forschung
Die Hochschule Malmö (schwedisch Malmö högskola) wurde 1998 gegründet. Mit mehr als 24.000 eingeschriebenen Studenten und etwa 1.800 Mitarbeitern ist sie die neuntgrößte Hochschule in Schweden.
Die zur Universität Lund gehörende Fakultät für Kunst, mit Kunst-, Musik- und Theaterhochschule, befindet sich in Malmö, wie auch einige Institutionen der Medizinischen Fakultät.
Die World Maritime University (WMU) (deutsch: Weltschifffahrts-Universität) hat ihren Hauptsitz in Malmö. Sie wurde 1983 von der Internationalen Seeschifffahrts-Organisation, einer Sonderorganisation der Vereinten Nationen (UN), gegründet.

### Verkehr
Straßen- und Schienenverkehr
Südlich von Malmö befindet sich die Öresundbrücke, eine kombinierte Eisenbahn- und Straßenbrücke über den Öresund. Malmö ist das wichtigste Verkehrszentrum in Südschweden, mit großem Bahnhof, von dem Züge nach Stockholm, über Göteborg nach Norwegen, nach Kopenhagen und in die Umgebung abfahren. Die Züge nach Deutschland haben aktuell längere Reisezeiten, die Züge nach Hamburg verkehren über die Jütlandlinie, da die kürzere Vogelfluglinie bis mindestens 2028 wegen des Baus der Festen Fehmarnbeltquerung geschlossen ist. Nach Berlin verkehrt der SJ Euronight ab 2021 ebenfalls über die Jütlandlinie, da der Zugverkehr über die die Königslinie im März 2020 eingestellt wurde. Etwa 20 km östlich von Malmö befindet sich der Flughafen Malmö, dieser wird jedoch vom nahegelegenen Flughafen Kopenhagen dominiert. Malmö ist ein wichtiger Seehafen mit festen Verbindungen nach Lübeck-Travemünde und Rostock. Bis kurz nach der Eröffnung der Öresundbrücke im Jahr 2000 war hier die wichtigste Fährverbindung zwischen Limhamn (Stadtteil von Malmö) und Dragør auf der anderen Seite des Öresunds.
2005 wurde mit dem Bau des Citytunnels begonnen, der am 12. Dezember 2010 eingeweiht wurde. Mit dem Eisenbahntunnel wurde der Hauptbahnhof Malmö centralstation (Malmö C) von einem Kopfbahnhof zu einem Durchgangsbahnhof umgestaltet. Während der Bauzeit des Citytunnels diente auch der mit dem Bau der Öresundbrücke im Jahr 2000 eröffnete Bahnhof Malmö Syd als Halt von Fernverkehrszügen, die den Hauptbahnhof nicht anfuhren. Mit der Eröffnung des Citytunnels wurde Malmö Syd vorübergehend geschlossen und umgebaut und ist seit seiner Wiedereröffnung am 15. August 2011 als Malmö Syd/Svågertorp Haltepunkt für die Pågatåg-Linie 6 in Richtung Ystad-Hyllie-Oxie–Simrishamn Nicht Haltestelle in Malmö Syd Svågertorp. Nür Linie 9 und 11 in Richtung Helsingborg/Kävlinge-Trelleborg C. Linie 11 in Richtung Malmö C-Hyllie-Lomma-Kävlinge.
Öffentlicher Personennahverkehr
Der innerstädtische Personennahverkehr wird mit Bussen abgewickelt, nachdem der Straßenbahnverkehr 1973 eingestellt wurde. Eine Museumsstraßenbahn verkehrt über eine 2 Kilometer lange Strecke ab dem Museum für Technik zum Park von Malmöhus.
Um die Öresunds-Schienenverbindung zu entlasten, ist eine Erweiterung des Kopenhagener Metronetzes nach Malmö C mit einer Linie unter dem Öresund vorgesehen. Die Linie würde auch das Gebiet Västra Hamnen in Malmö erschließen. Von Kopenhagen H bis Malmö C ist eine Fahrzeit von knapp 20 Minuten geplant, in der Hauptverkehrszeit ist ein Takt von 90 Sekunden vorgesehen. Der Bau soll knapp 30 Milliarden dänische Kronen (ca. 4 Milliarden Euro) kosten, eine Eröffnung wird für 2035 geplant.
Fahrradverkehr
In Malmö ist die Infrastruktur für den Fahrradverkehr auch für schwedische Verhältnisse gut ausgebaut. Nach Angaben der Stadtverwaltung ist Malmö bei einer Radfahrerbefragung als radfahrerfreundlichste Stadt in Schweden bewertet worden.

## Sonstiges
Nach der Stadt Malmö wurde ein Asteroid benannt.

## Bildergalerie

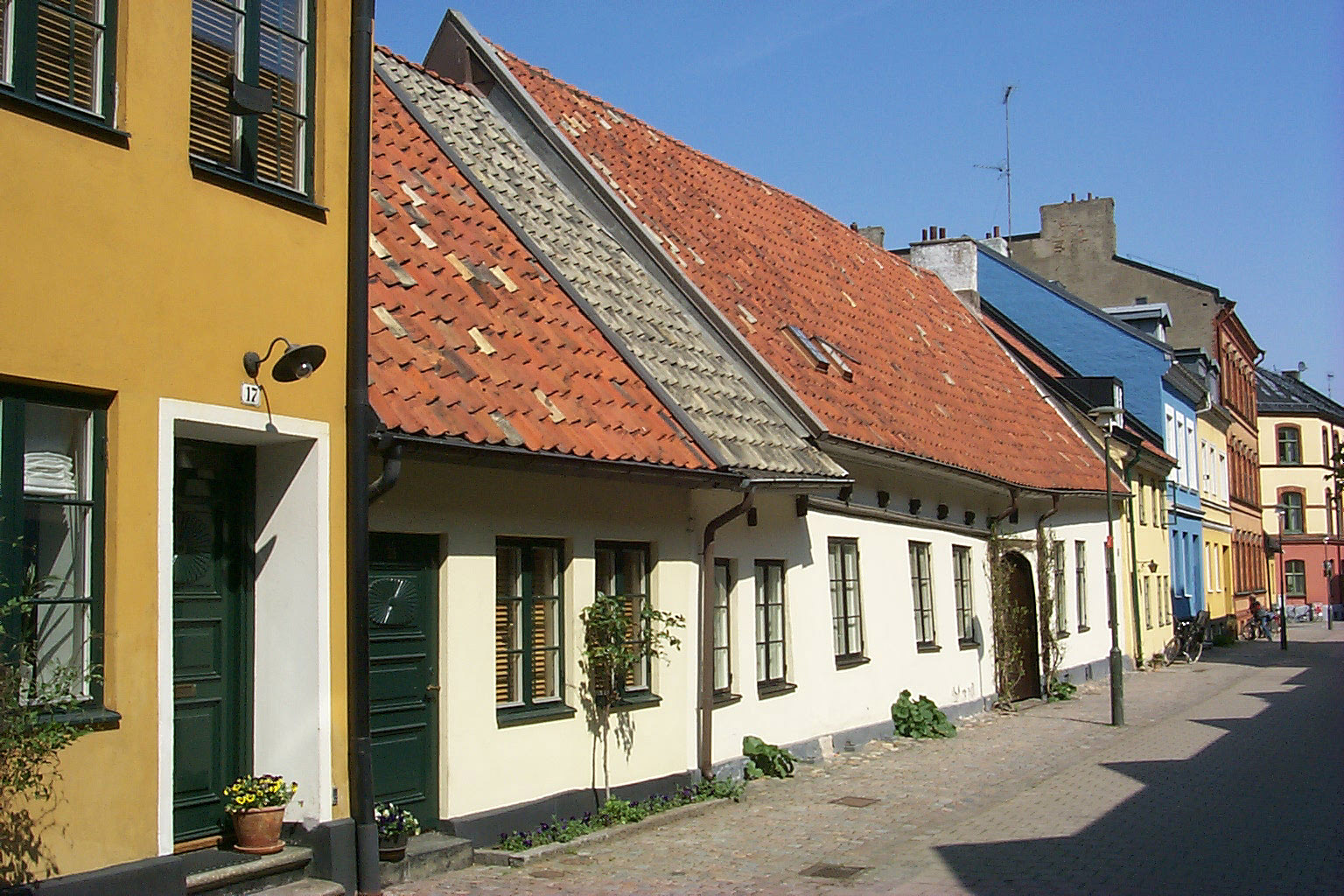
Gamla Väster
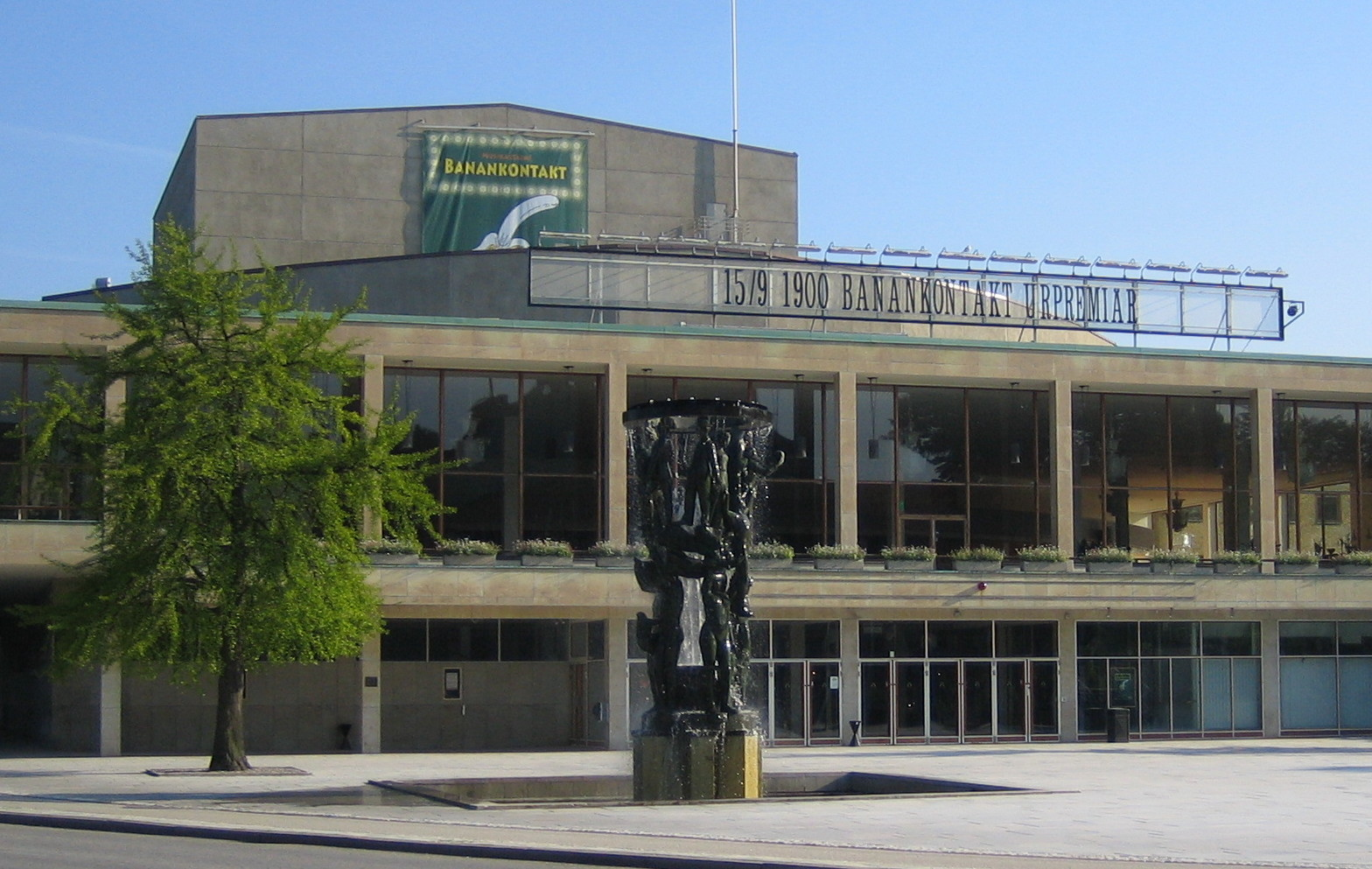
Malmö Opera och Musikteater
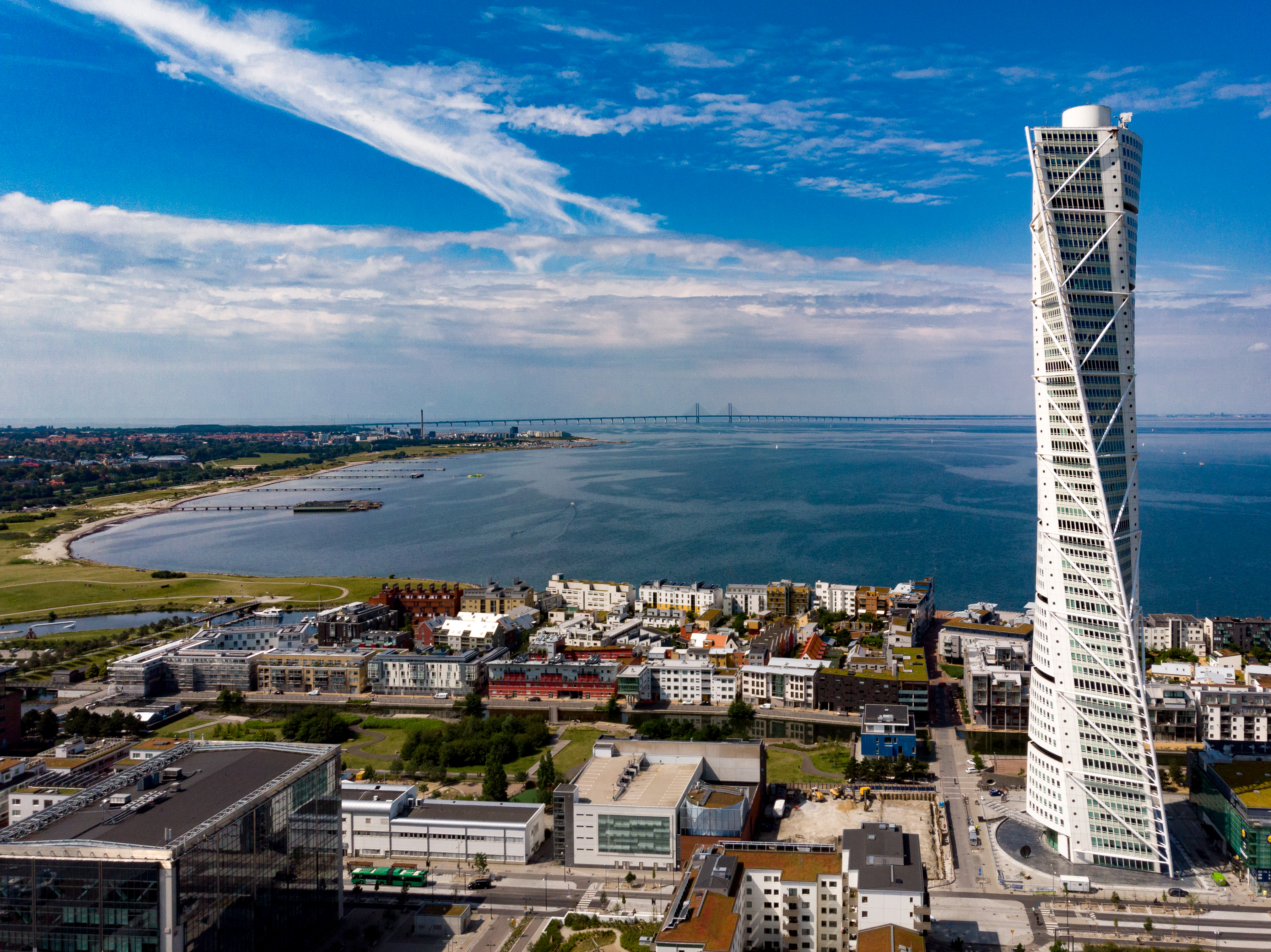
Turning Torso
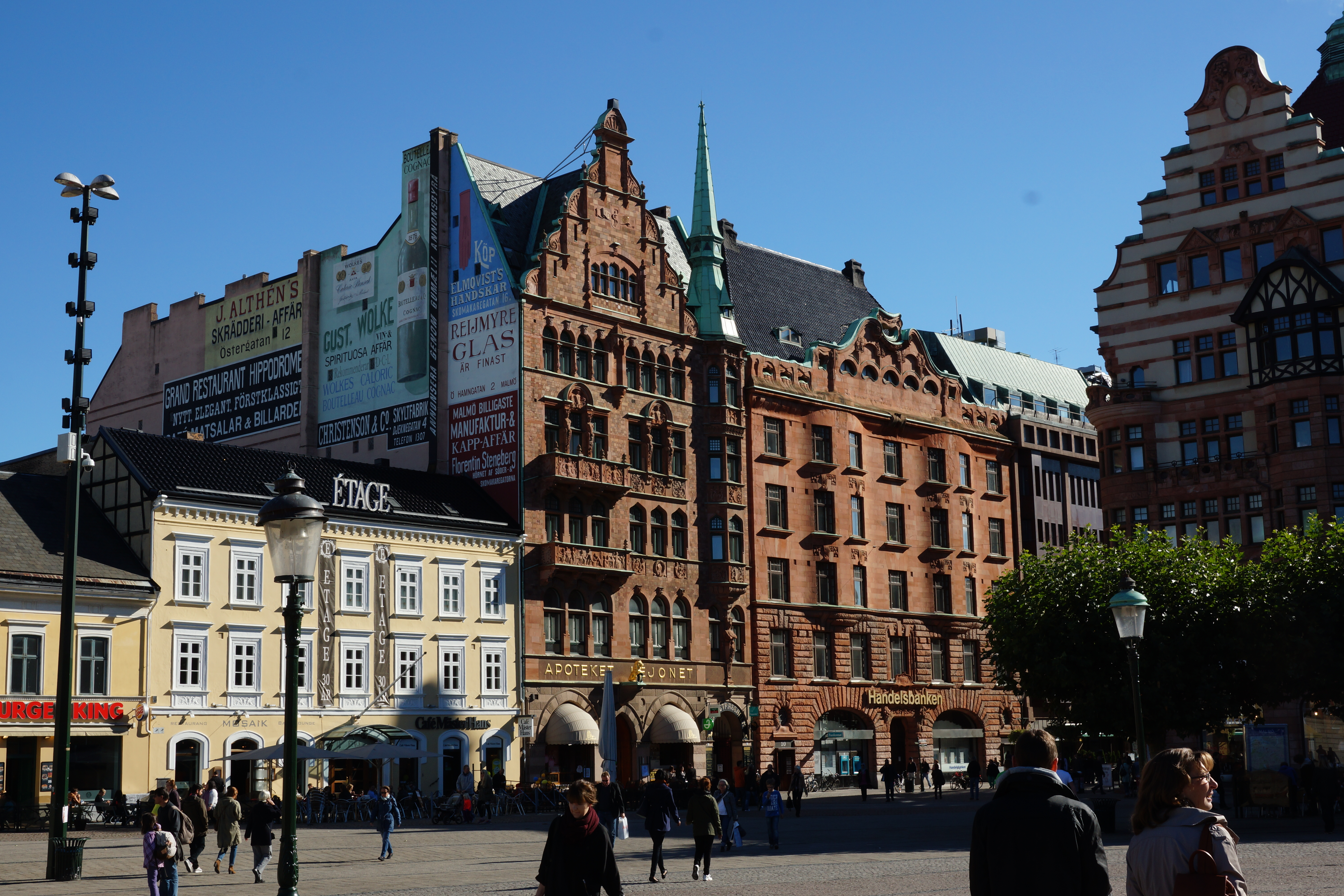
Stortorget
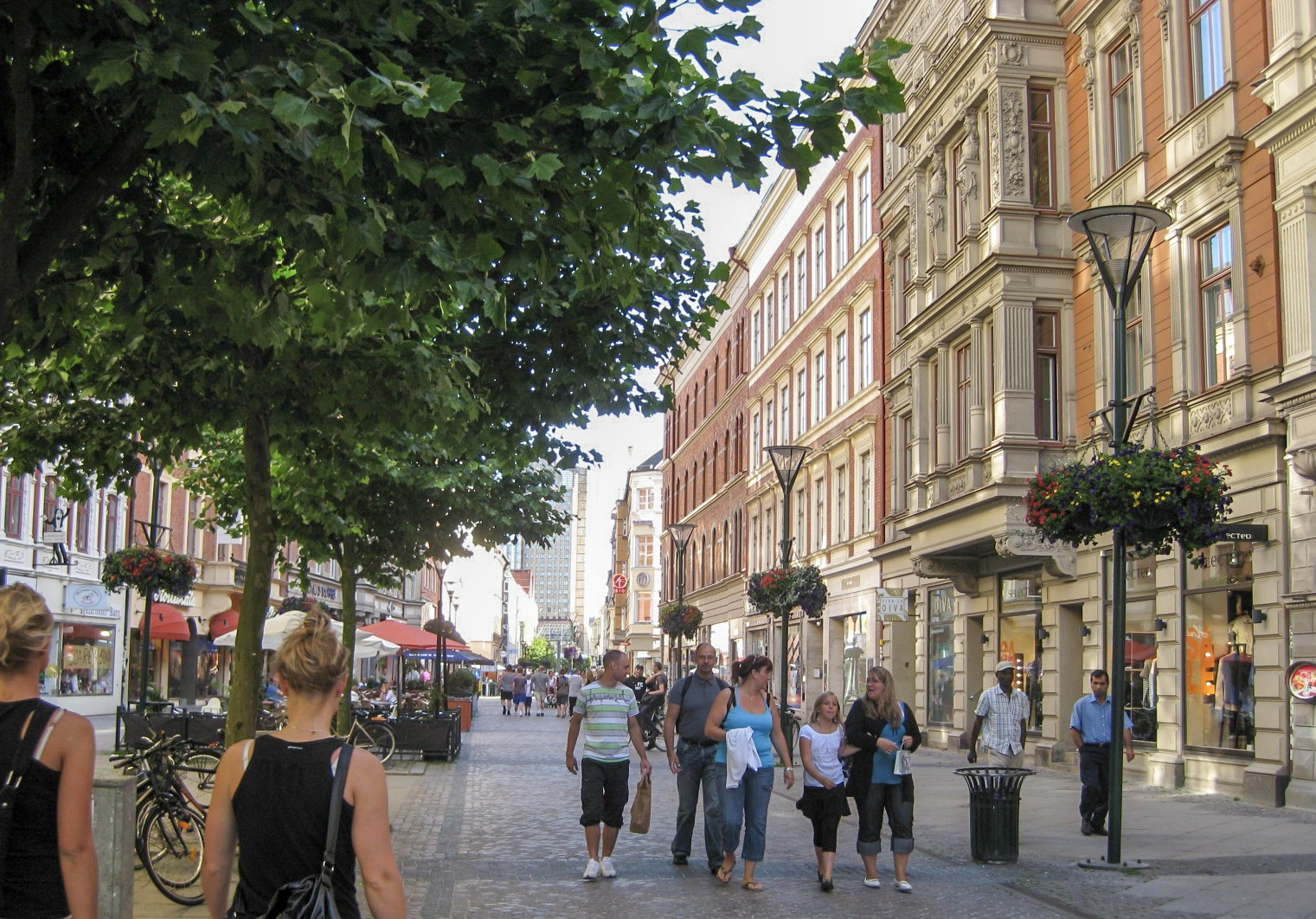
Södra Förstadsgatan
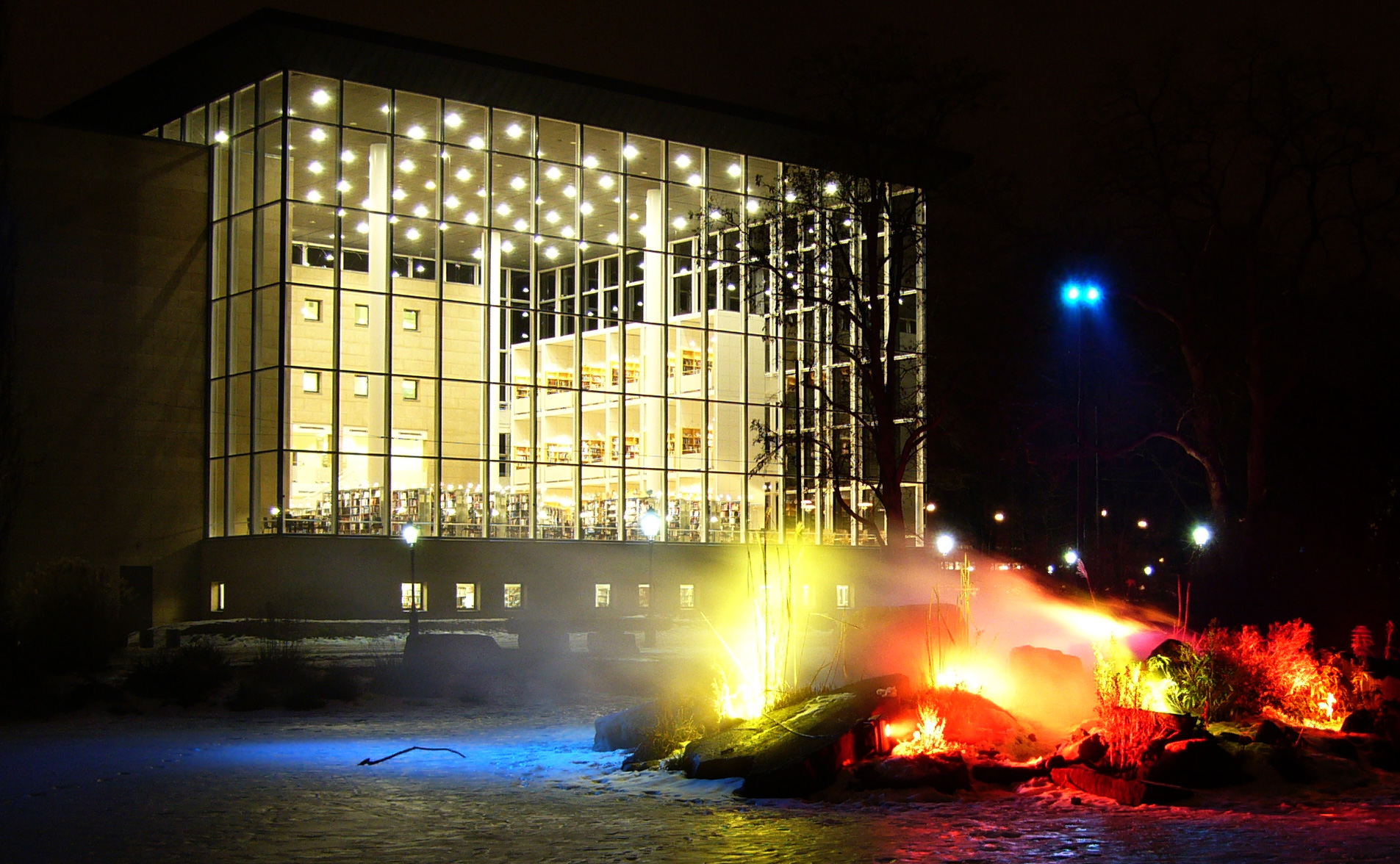
Stadtbibliothek
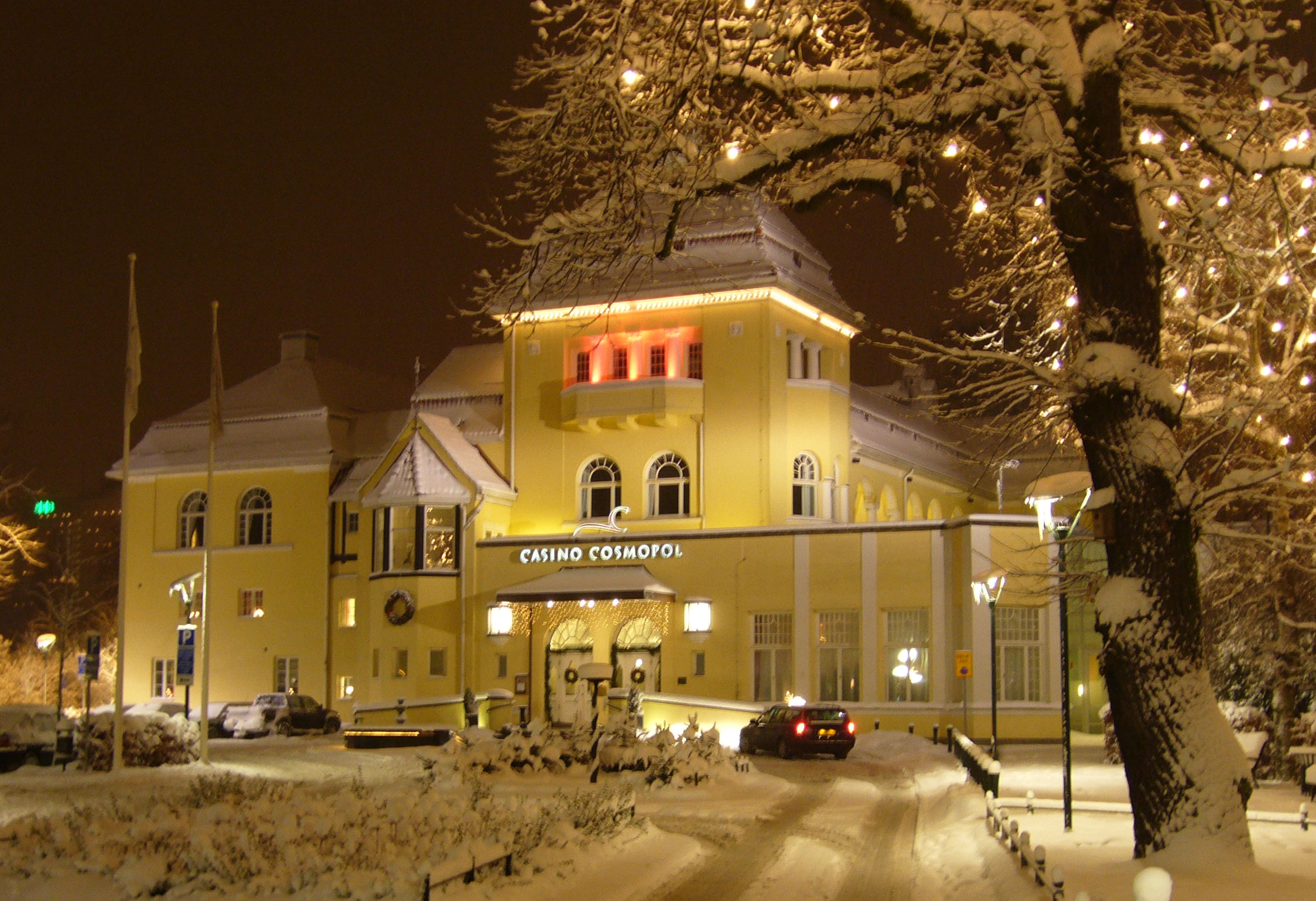
Casino Cosmopol
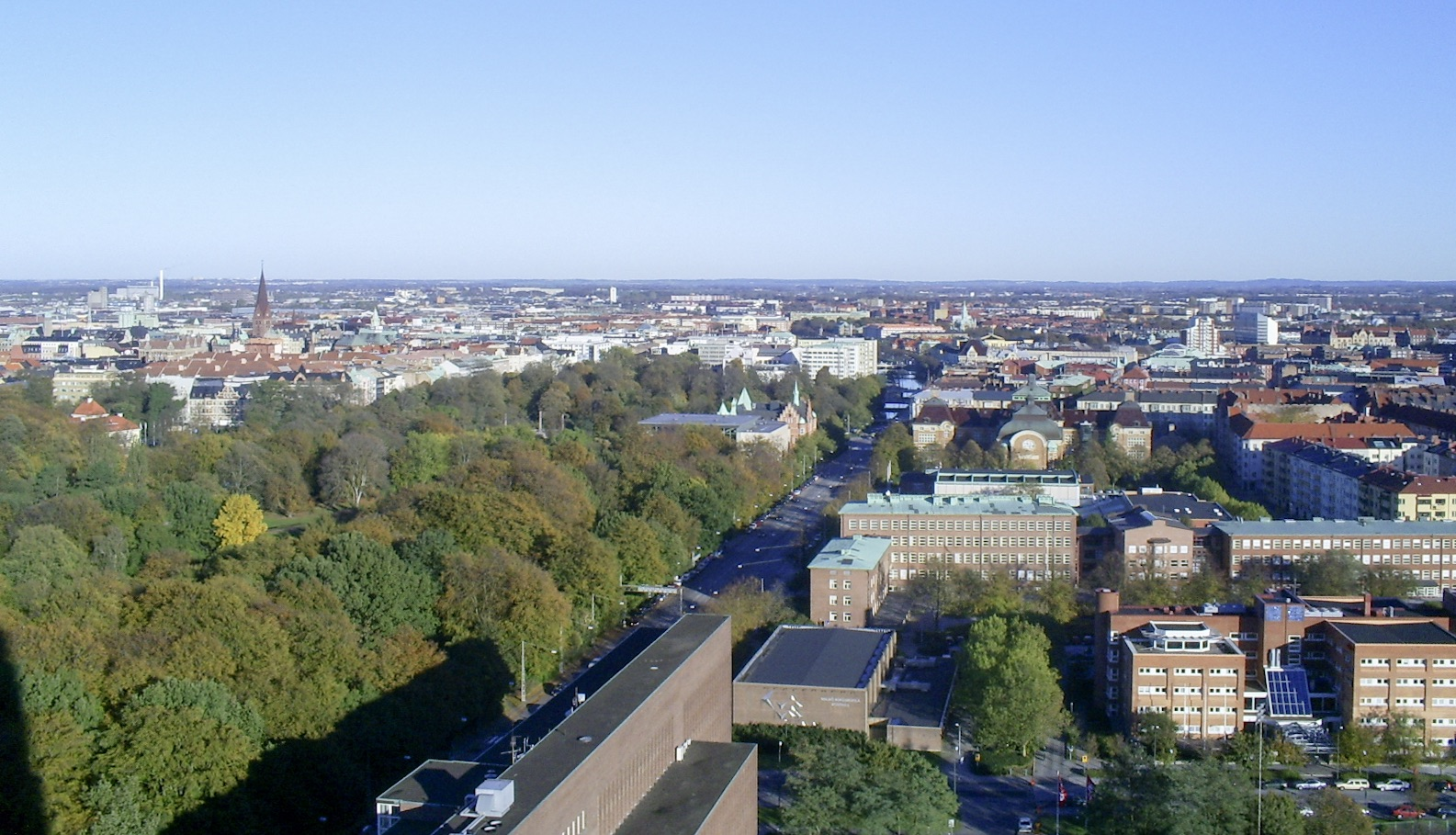
Malmö vom Kronprinsen-Hochhaus aus gesehen
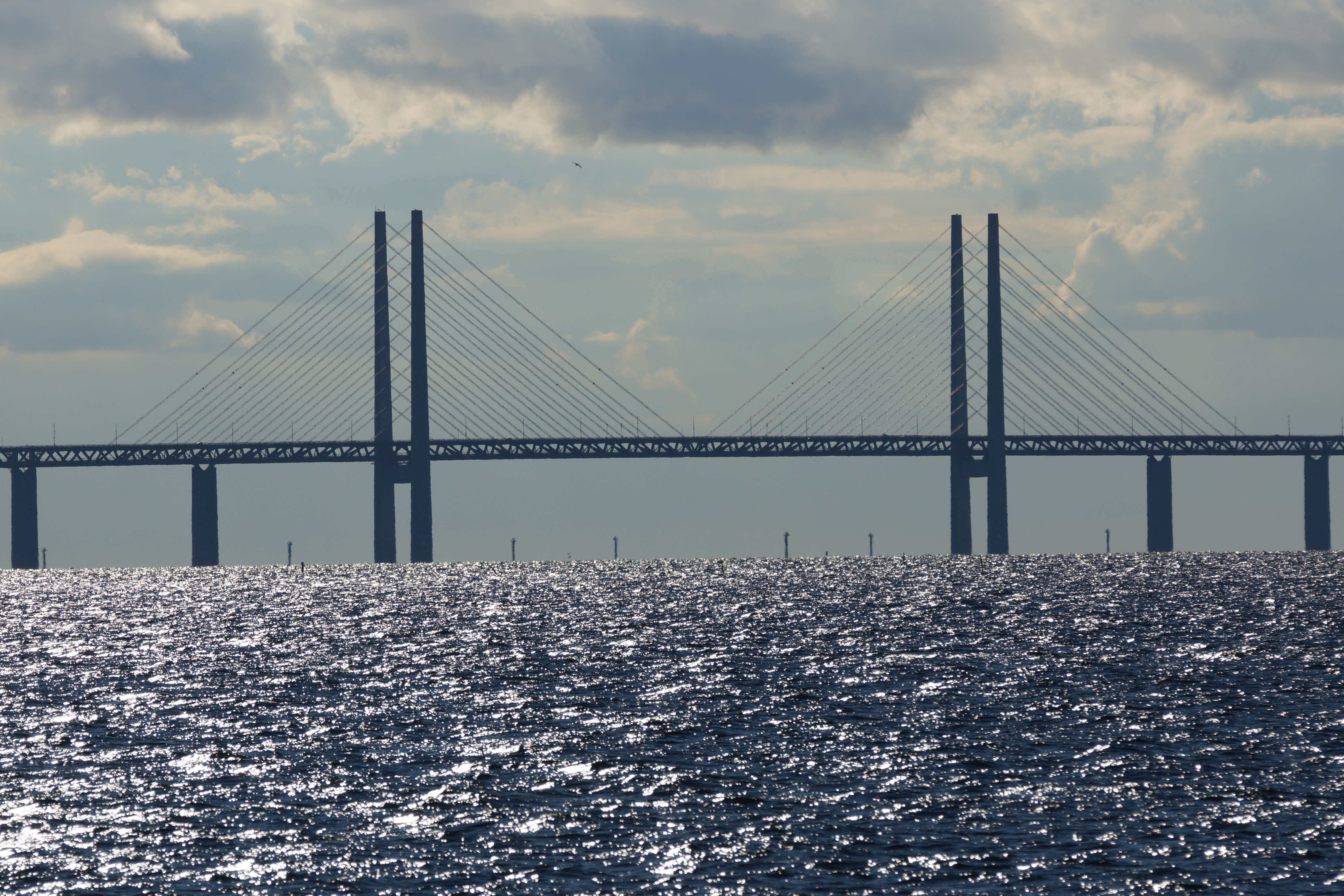
Öresundbrücke
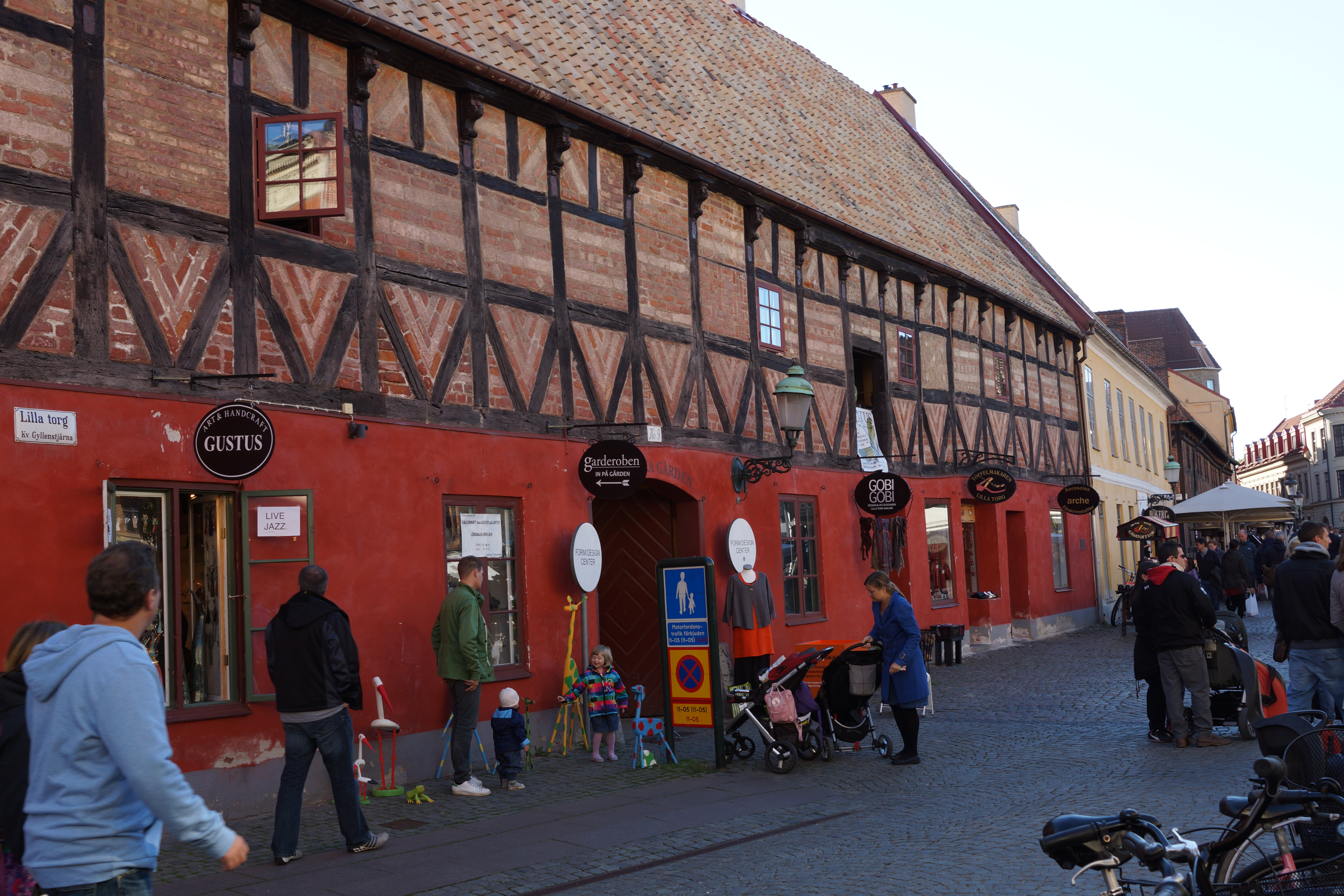
Lilla Torg
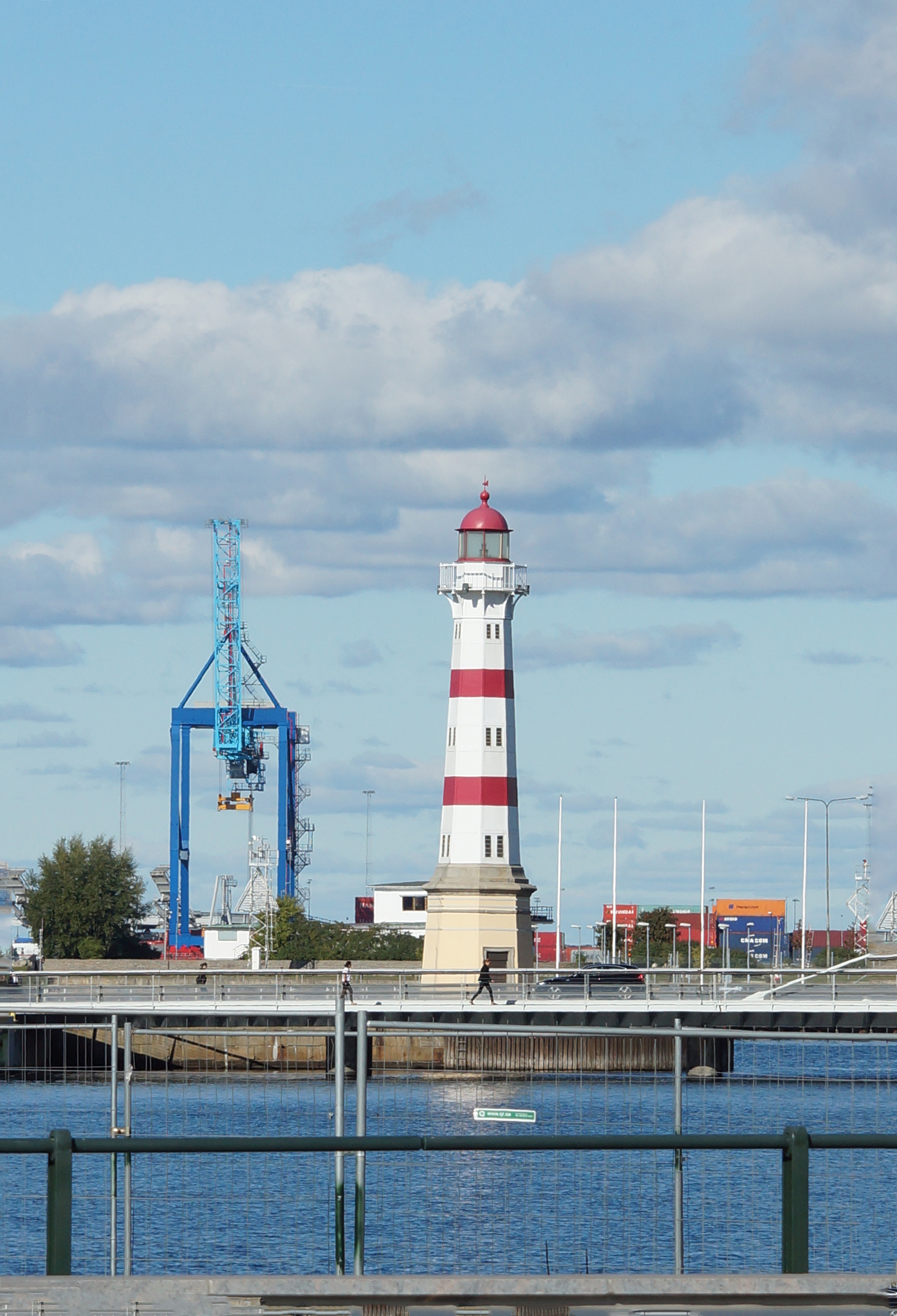
Leuchtturm von Malmö
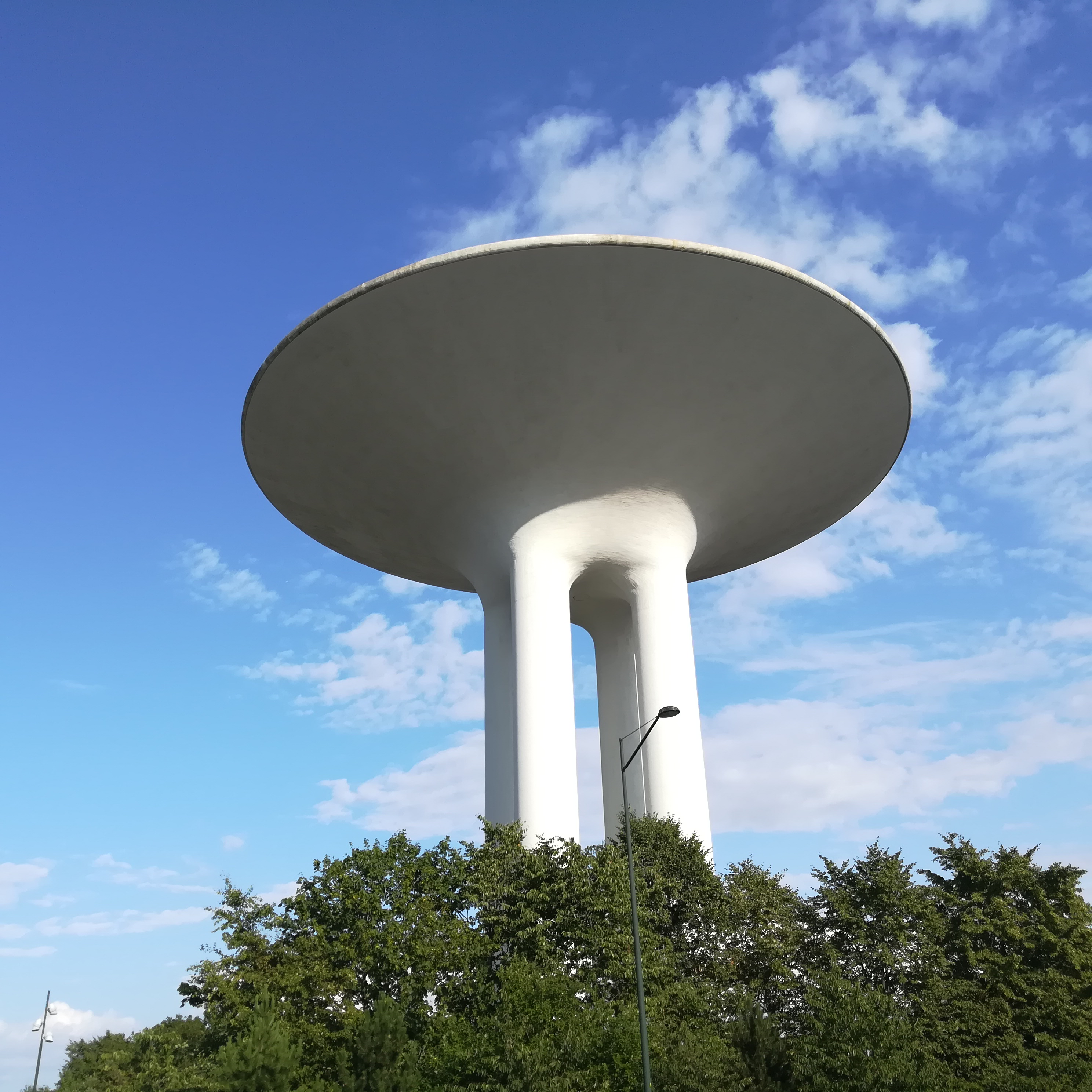
Wasserturm im Stadtteil Hyllie